# Carte de Cassini
Pour les articles homonymes, voir Cassini.
La carte de Cassini, aussi appelée carte de l'Académie, est le premier ensemble de cartes géométriques établi à l'échelle du royaume de France au XVIIIe siècle par plusieurs membres de la famille Cassini, principalement César-François (Cassini III) et son fils Jean-Dominique (Cassini IV). Quatre générations de Cassini se sont succédé pour réaliser ce travail. 
On pourrait donc aussi parler de la « carte des Cassini ».
Première entreprise de cartographie à l'échelle de la France entière, la carte de Cassini constitue à l'époque une véritable innovation et une avancée technique décisive. C'est la première cartographie qui s'appuie sur une triangulation géodésique dont l'établissement a pris plus de soixante ans. La carte ne localise que vaguement les habitations ou les limites des marais et forêts, mais le niveau de précision du réseau routier est tel qu'en superposant des photographies satellite orthorectifiées aux feuilles de la carte de Cassini, on obtient des résultats remarquables. L'échelle adoptée est d'une ligne pour cent toises, soit 1/86 400, alors que les cartes topographiques actuelles de l'IGN sont au 1/25 000.
Le travail sur plusieurs décennies des Cassini a laissé son empreinte sur le terrain : on trouve aujourd'hui des toponymes comme « Signal de Cassini », qui marquent les lieux où ont été effectuées les mesures à l'époque. Ces points de repères correspondent aux sommets des nombreux triangles formant la trame de la carte.
De nos jours, les chercheurs de différentes disciplines consultent les feuilles de la carte de Cassini, soit sous leur forme originale dans la salle de lecture du département des cartes et plans de la Bibliothèque nationale de France[pertinence contestée], soit sous forme numérique. Elle intéresse particulièrement les archéologues, les architectes, les paysagistes, les historiens, les géographes, les généalogistes professionnels ou amateurs et les écologues, dès lors qu'ils ont besoin de connaître l'état antérieur du territoire qu'ils étudient. Elle intéresse aussi les chasseurs de trésors.

## Origines

### Projets de Colbert (1666-1668)
La carte de Cassini, première carte topographique de France, trouve ses origines sous le règne de Louis XIV, avec la création de l'Académie des sciences (1666) et les projets du ministre Jean-Baptiste Colbert (1619-1683) concernant la marine royale et la défense des côtes françaises. 
Or, à ce moment, la géographie du royaume n'est connue que de façon approximative. Les distances entre villes sont généralement estimées en journées de chevauchée, sans mesure précise des distances.

### Triangulation de Paris à Amiens par Jean Picard (1668)
En 1668, Colbert indique à l'Académie des sciences qu'il « désirait que l'on travaillât à faire des cartes géographiques de la France plus exactes que celles qui ont été faites ».
L'astronome et géodésien Jean Picard dit l'abbé Picard (1620-1682) effectue alors une première triangulation en France, de Paris à Amiens, le long de sa méridienne, qui va précisément de la ferme de Malevoisine à Champcueil (actuelle Essonne) à Sourdon près d'Amiens. Il établit ainsi les fondements de sa carte particulière des environs de Paris pour laquelle il supervise les levées réalisées par l'ingénieur David du Vivier,.

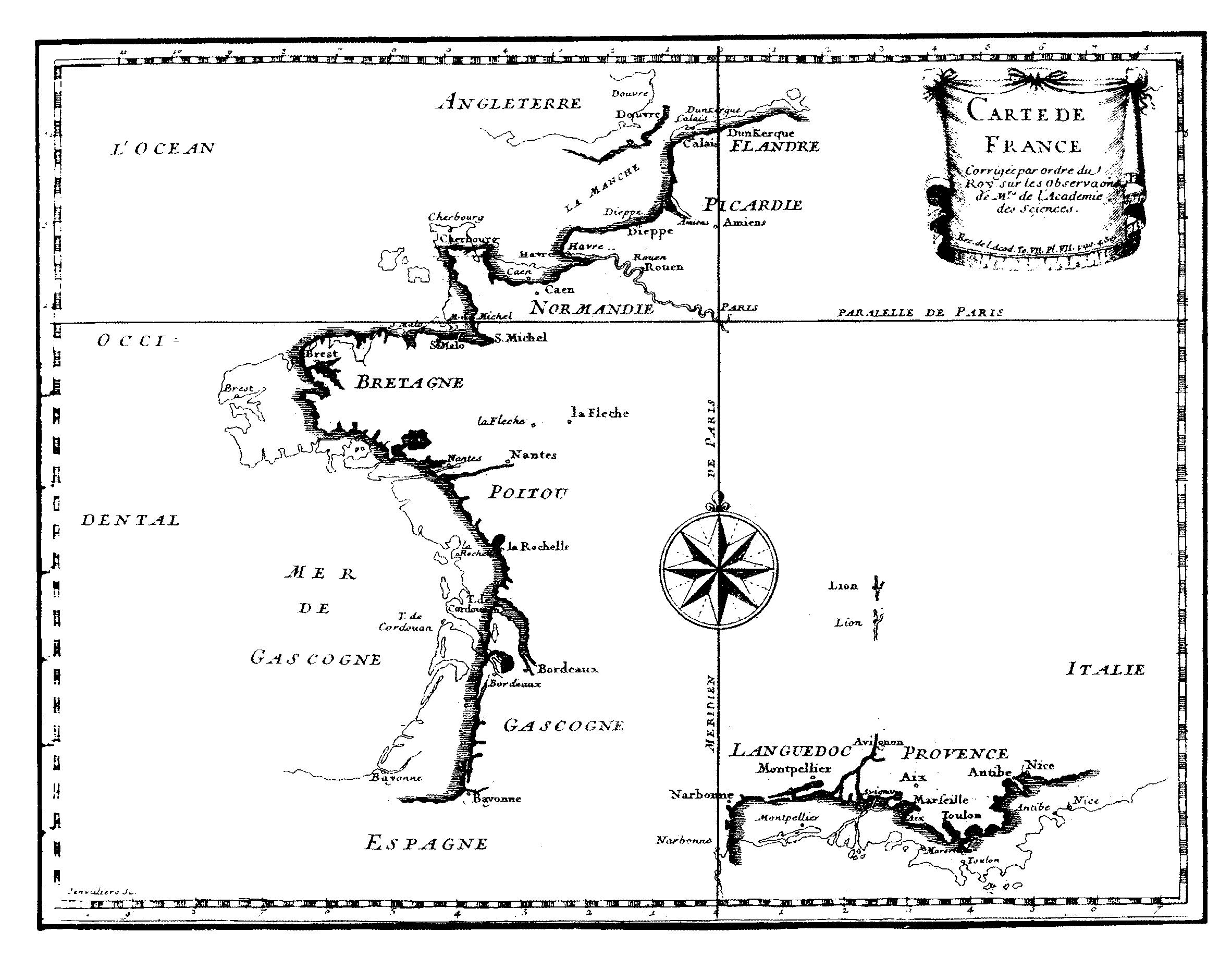
La Carte de France corrigée présentée à l'Académie des sciences en 1682.

### Établissement d'une carte du littoral par Picard et La Hire (1674-1682)
Dans les années 1671-1673, Louis XIV demande à l'Académie de « dresser une carte de toute la France avec la plus grande exactitude possible ». 
L'abbé Picard et le mathématicien Philippe de La Hire (1640-1718) effectuent alors un relevé astronomique des latitudes et longitudes des villes du littoral, travail qui permet de tracer les contours d'une carte de France corrigée (sans utiliser des relevés par triangulation), présentée à l'Académie des sciences en 1682.

## La triangulation du royaume (1681-1783)

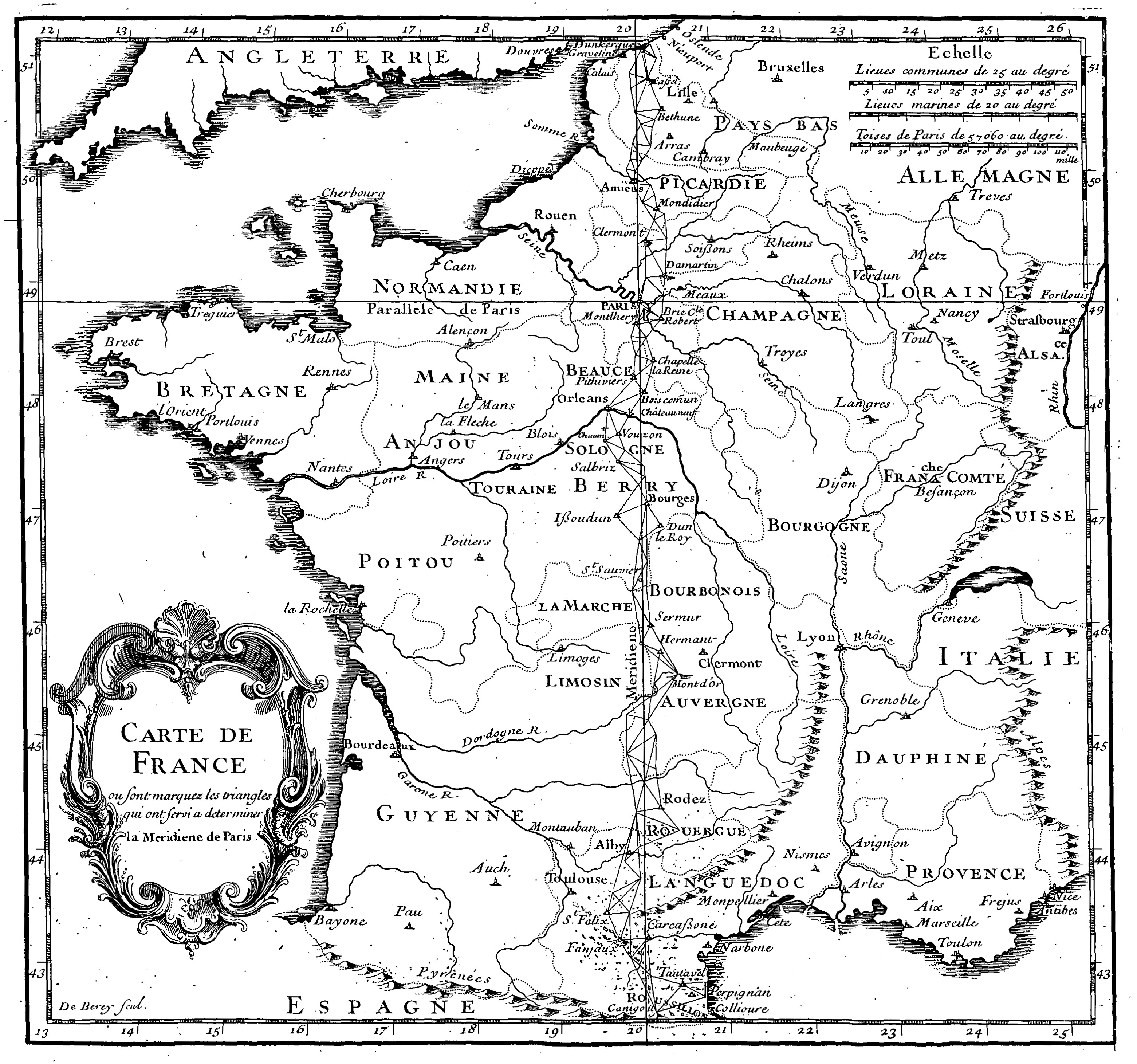
La méridienne de Paris et la carte de France, 1718.

### Projet de «châssis géographique» de Picard (1681)

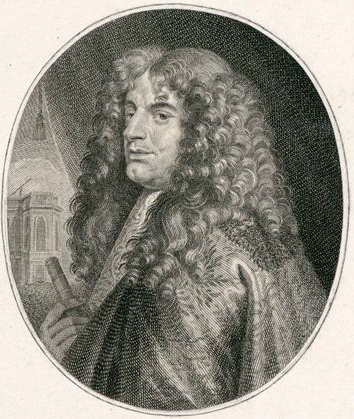
Cassini I.

En 1681, l'abbé Picard présente à l'Académie son « projet pour faire un châssis géographique pour toute la France… présenté à Monseigneur Colbert ». Ce châssis doit comporter « une grande traverse » triangulée qui irait de Dunkerque à Perpignan et une autre ligne « qui contournerait le royaume suivant les frontières et les côtes », en liaison avec la première.
Après la mort de Picard en 1682, Louis XIV « ordonne aux Mathématiciens de l'Académie des Sciences de continuer l'entreprise et de prolonger vers le Septentrion & vers le Midi jusques aux confins du Royaume, une ligne méridienne qui passât par le milieu de l'Observatoire de Paris ». 

### Détermination de la méridienne Dunkerque-Paris-Perpignan (1683-1718 et 1739)
La détermination précise du tracé de la méridienne de Paris (qui est une fraction du méridien de Paris) allant de Dunkerque à Perpignan est réalisée par Giovanni Domenico Cassini (Cassini I, 1625-1712) puis à son fils Jacques (Cassini II, 1677-1756). 
Elle est achevée seulement en 1718, du fait de nombreux reports. Elle constitue la première ligne du futur « châssis »  triangulé (ou canevas) qui va couvrir le territoire du royaume. Elle sera vérifiée en 1739 par Nicolas Louis de Lacaille et César-François Cassini (Cassini III, 1714-1784)

### Mise au point d'un premier canevas géodésique (1733-1744)
En 1733, au bout de quinze ans, le contrôleur général des finances, Philibert Orry, décide de lancer la triangulation et la cartographie de tout le royaume. C'est le véritable point de départ de la carte de France des Cassini.
Dans un premier temps, est établie une triangulation partielle du royaume, le long de la méridienne de Paris et de sept autres lignes qui lui sont parallèles ou perpendiculaires (carte ci-contre) :

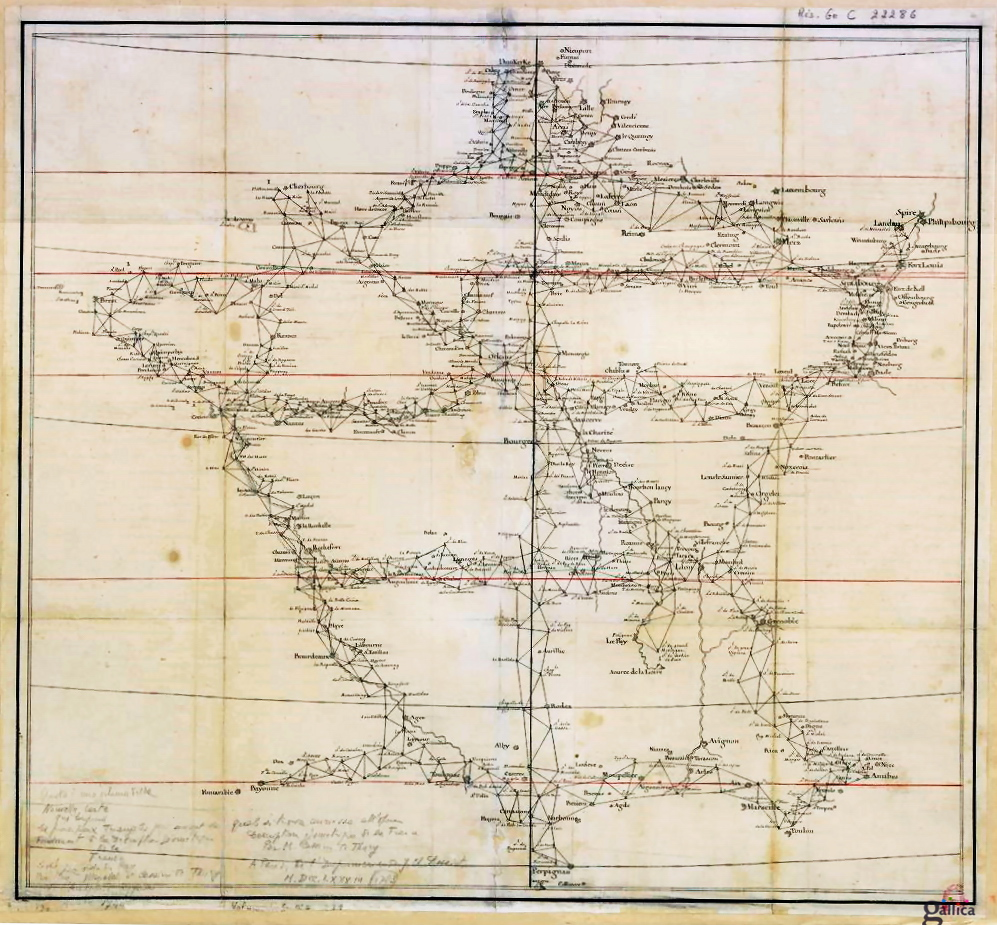
Premier canevas de grands triangles de référence de la future carte de Cassini, 1744.

- deux lignes parallèles géométriquement à la méridienne (ce sont donc des fractions de cercles de la sphère terrestre, mais pas des fractions de méridien), disposées de part et d'autre de la méridienne, la première passant aux environs de Nantes, la seconde (assez indéfinie dans un premier temps) passant aux environs de Lyon ;
- cinq lignes perpendiculaires à la méridienne (grands cercles de la sphère terrestre[N 1]) : une ligne Brest-Strasbourg passant par Paris, au nord une ligne passant par Amiens, au sud, trois autres perpendiculaires au niveau d'Orléans, de Lyon et de Bayonne.

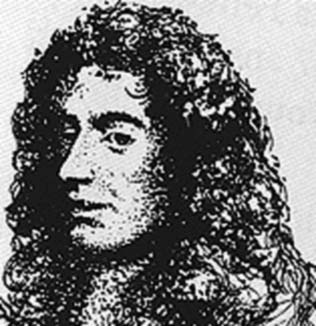
Cassini II
(Jacques)

Chronologie de la triangulation initiale du royaume :
- 1733-1734 : ligne Brest-Paris-Strasbourg[10] ; les principaux intervenants sont Giovanni Domenico Maraldi, Cassini II et ses fils, et d'autres géographes (Jean Delagrive, François Chevallier et pour une moindre part Outhier).

- 1736 : ligne de Nantes à Saint-Malo (abbé Outhier).

En ce qui concerne les littoraux (« Les côtes & les frontières méritaient bien un examen particulier, aussi ont-elles été déterminées par une chaîne de triangles non interrompue, espèce de fortification géométrique qui assure de la manière la plus inaltérable l'étendue actuelle de ce royaume »), la triangulation a lieu de 1736 à 1738 :
- 1736-37 : côtes de Normandie et de Bretagne ;
- 1737 : côtes du Poitou, d'Aunis (La Rochelle), de Saintonge et de Gascogne ;
- 1737 : côtes de Picardie, d'Artois et de Flandre (de Saint-Valery à Dunkerque) ;
- 1737-38 : Bayonne[réf. nécessaire] et côte méditerranéenne (de Port-Vendres à Antibes, à la frontière avec le comté de Nice).

Les frontières terrestres sont triangulées en 1740.
Ce canevas initial probablement terminé autour de 1740 est publié seulement quatre ans plus tard. Elle est connue comme la « carte de 1744 », bien que son intitulé officiel soit beaucoup plus long.

### La carte de 1744 («carte des principaux triangles»)

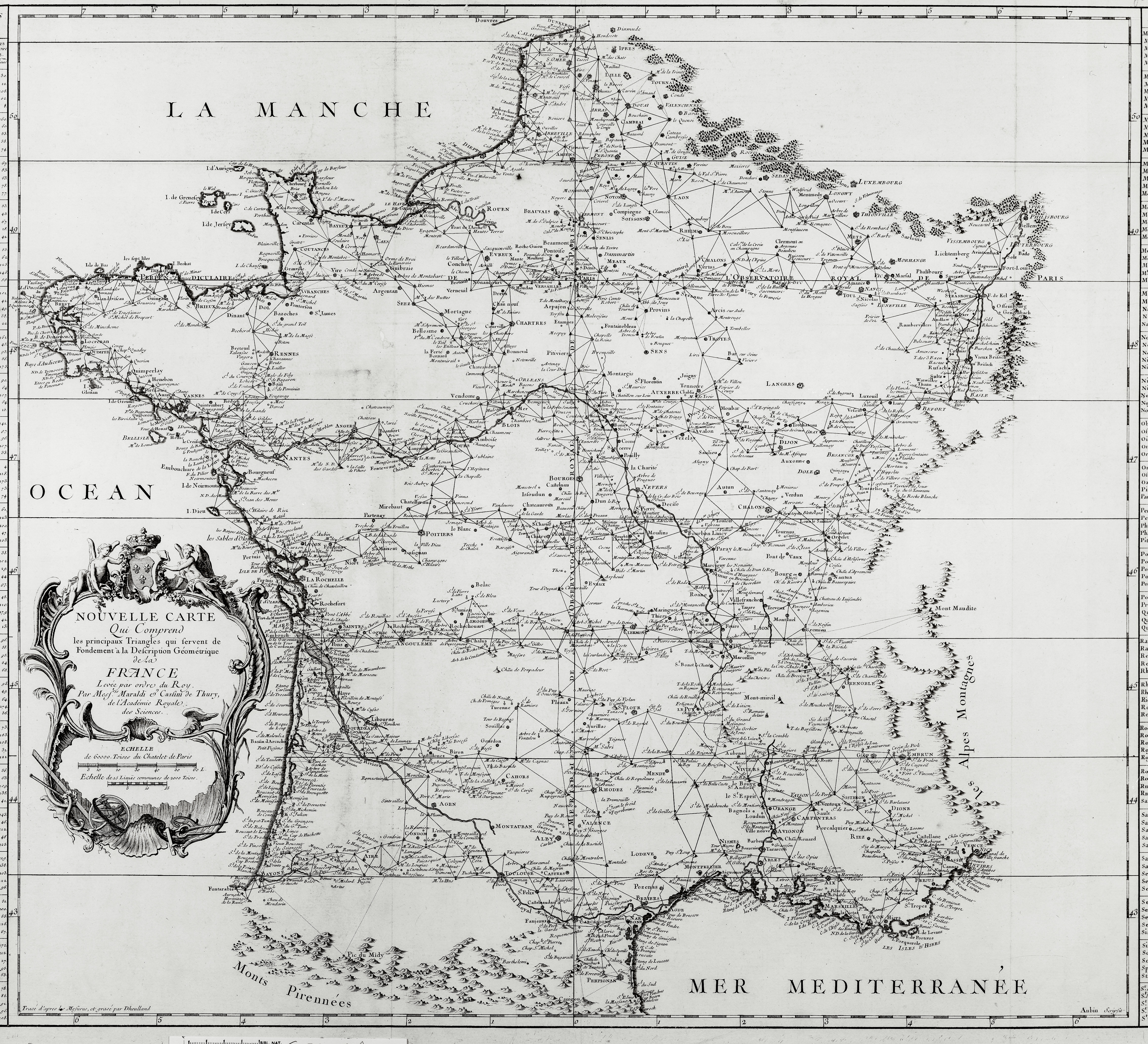
La carte de 1744, sans ses marges.

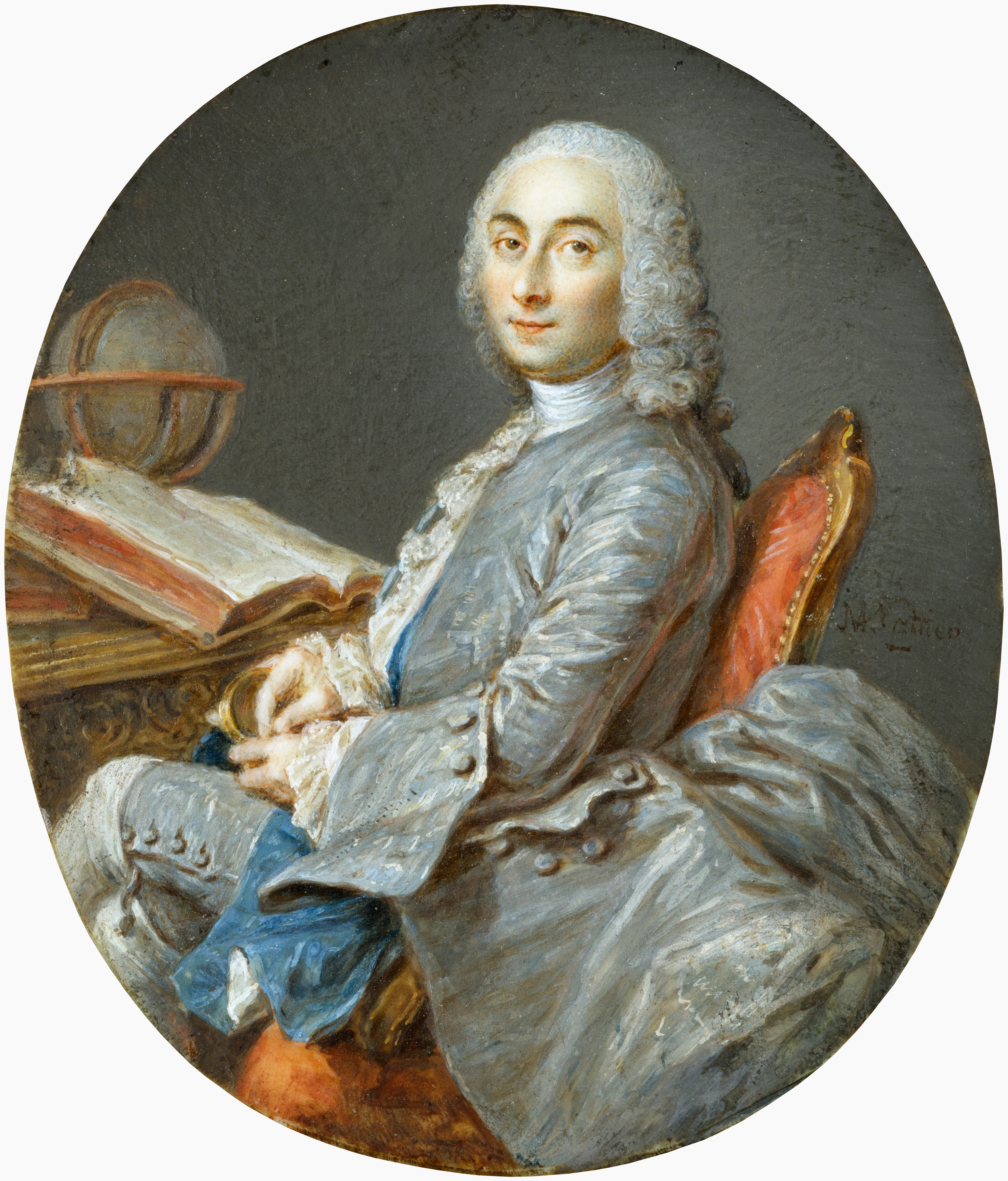
Cassini III

Non datée, son intitulé est Nouvelle carte qui comprend les principaux triangles qui servent de fondement à la Description géométrique de la France. Levée par ordre du Roy par Messrs. Maraldi et Cassini de Thury, de l'Académie royale des Sciences. Son échelle approximative est de 1 : 1 750 000.
C'est la carte officielle qui suit l'article de Cassini de Thury Sur la description géométrique de la France.
Elle comporte, comme précédemment, la Méridienne, mais avec trois parallèles et, maintenant, sept perpendiculaires, ce qui forme sur le territoire des pseudo-carrés d'environ 60 000 toises (≈117 km) de côté ; de plus, les côtes et les frontières y sont définies ainsi que leur triangulation. « Il a fallu pour l'exécution de ce projet, former sur le terrain près de 800 triangles [en tout 814 triangles réduits dans le plan horizontal], tous liés les uns aux autres et qui se terminent à 19 [plutôt 17 ou 18] bases qui servent de preuves aux vérifications ». Les instruments et les méthodes employés pour la triangulation sont ceux de l'époque ; on les retrouve sous leur vocable propre (quart de cercle, secteur) et dans l'étude des méridiennes géodésiques. Sur la carte sont aussi localisés un grand nombre de villes, bourgs, châteaux, etc., déterminés géométriquement. Dans les marges sont indiquées les distances à l'Observatoire de Paris de 440 villes, fanaux et montagnes ; plus tard y seront ajoutées latitude et longitude des lieux considérés.
Les axes de référence pour rapporter la position des points géodésiques sont respectivement la méridienne de Paris (axe des y) et sa perpendiculaire menée depuis l'Observatoire de Paris (axe des x). La Projection cartographique est de type cylindrique transverse, non conforme, calculée sur la sphère terrestre.
Cette carte sera accompagnée des détails des opérations de triangulation effectuées avec les angles de chaque triangle, la longueur des côtés, le résultat des calculs. Ce travail existe sous différentes formes, dans différents ouvrages ou manuscrits que l'on peut trouver à l'Observatoire de Paris, à la Bibliothèque nationale de France, à l'IGN.

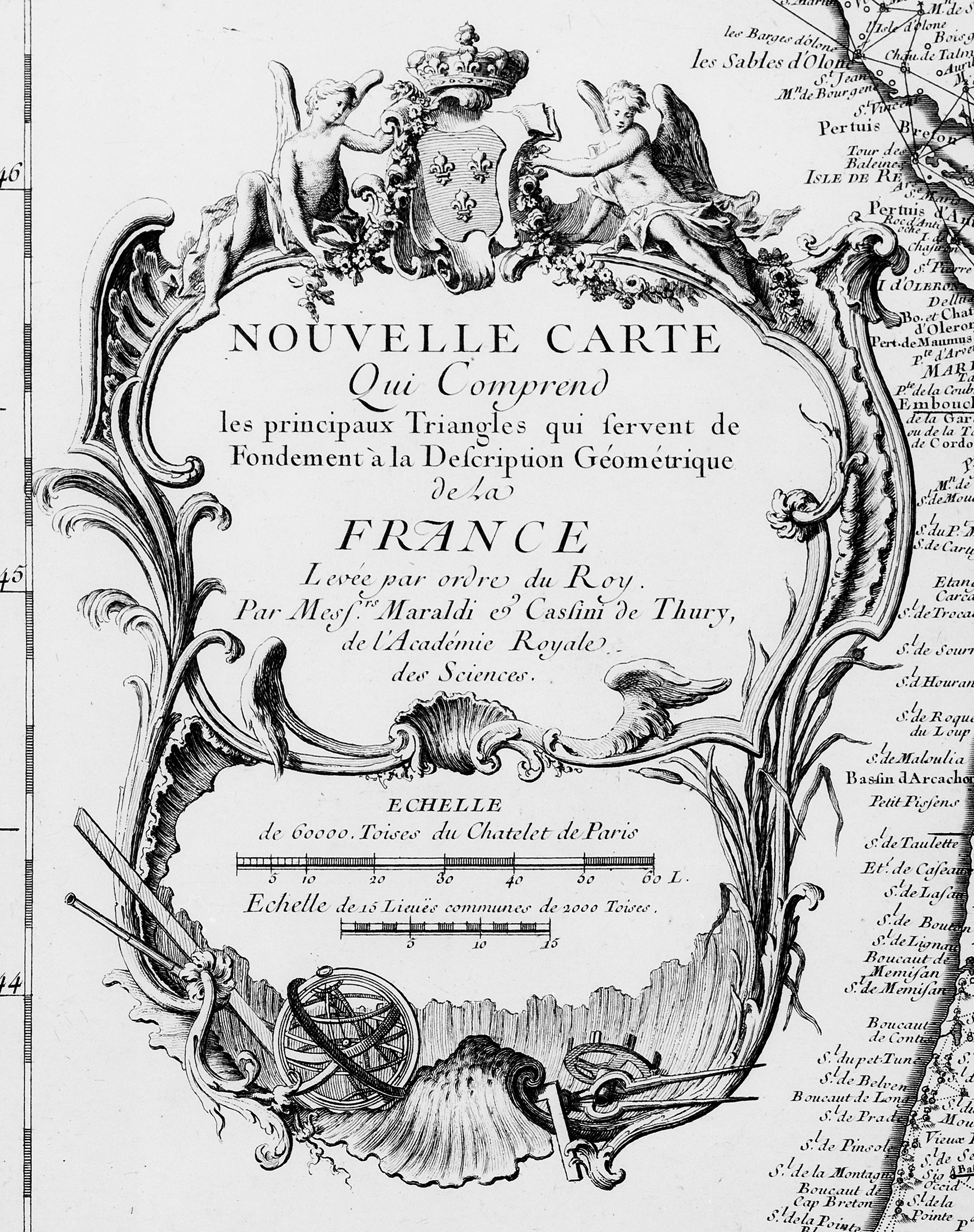
Cartouche orné de la carte.
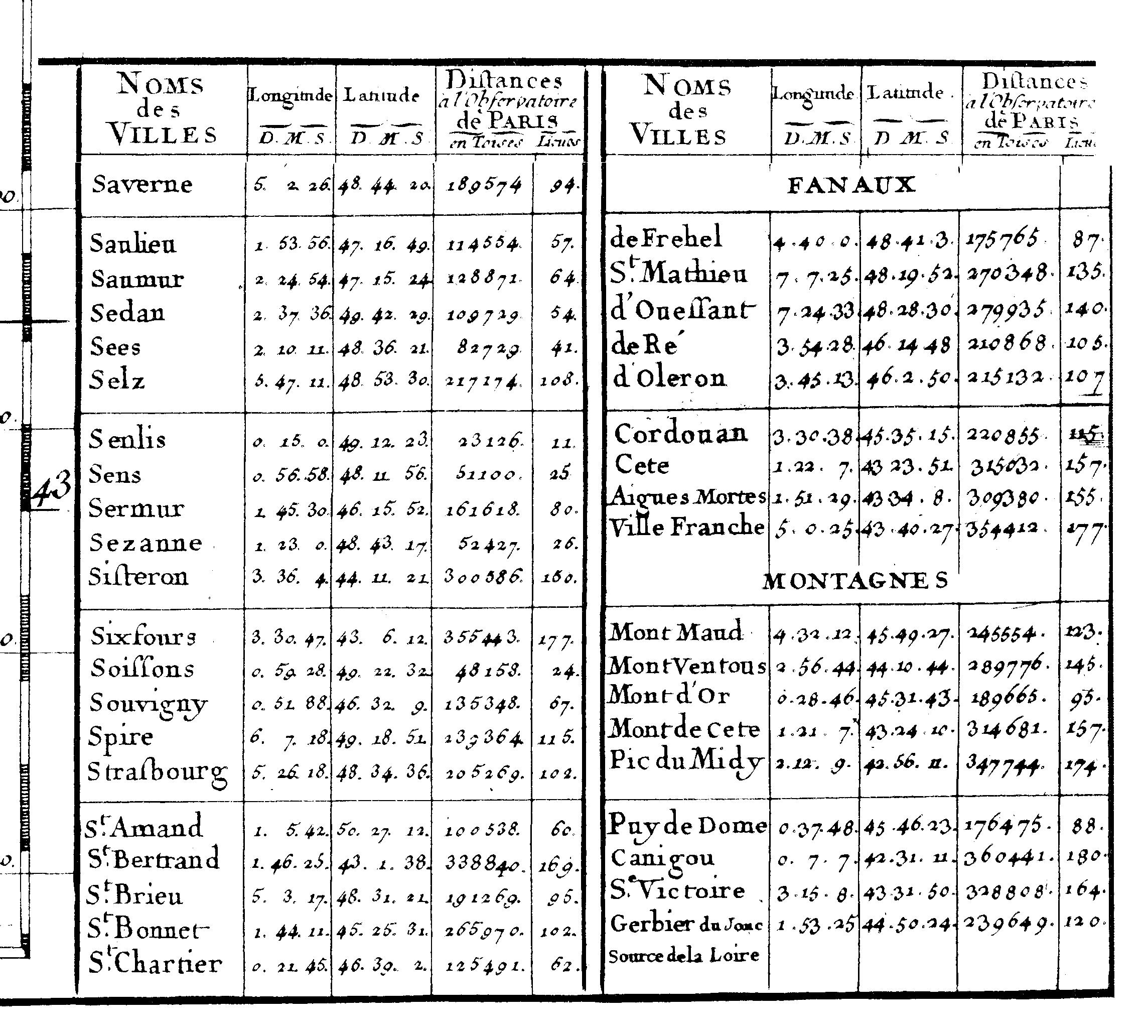
Marges : villes, fanaux, montagnes (partiel).

Cette triangulation initiale et homogène de la France « exécutée par une main savante » forme ce qu'on peut appeler le réseau géodésique de premier ordre. C'est à partir de ces grands triangles que pourra se poursuivre le détail de la France en complétant les milieux des espaces non triangulés.
Pour le futur, dans un premier temps, Cassini, à travers Grandjean de Fouchy, invite « les évêques, les magistrats, les seigneurs et même les particuliers à achever le détail des endroits qui restent à lever » pour faire de nouvelles cartes particulières, mais – il insiste – en « s'assujettissant à l'échelle et aux positions de la carte générale », comme l'ont déjà fait « les MM. de la Société royale des Sciences de Montpellier pour la carte du Languedoc ou M. l'abbé Outhier pour les plans des diocèses de Bayeux et de Sens ; les plans des forêts du Roi ou les cartes particulières des frontières du royaume, qui ont été levées pour les camps des armées du Roi ».
Dans un deuxième temps, à la fin de son article Sur la description géométrique de le France – édité en 1749 –, Cassini prend le contre-pied de ce qu'il écrit quelques pages avant : « Nous nous réservons de donner, dans la suite, des Cartes particulières de la France, où l'on placera tous les lieux principaux qui sont tant dans l'intérieur que dans les limites du royaume. »

### Achèvement de la triangulation du royaume (1747-1783)
Sur la carte de 1744, de vastes espaces restent non triangulées. Leur triangulation va être effectuée par les équipes de deux ingénieurs[Qui ?] expérimentés ayant participé aux premières opérations, en utilisant les mêmes outils et mêmes méthodes.

#### Triangulation du bassin de la Seine (1747-1749)
On va d'abord trianguler le bassin hydrographique de la Seine (1747-1749) : la Seine en premier lieu, puis (dans cet ordre) la Marne, l'Oise, l'Aube et l'Yonne.

#### Triangulation de territoires des Pays-Bas autrichiens (1746-1747)

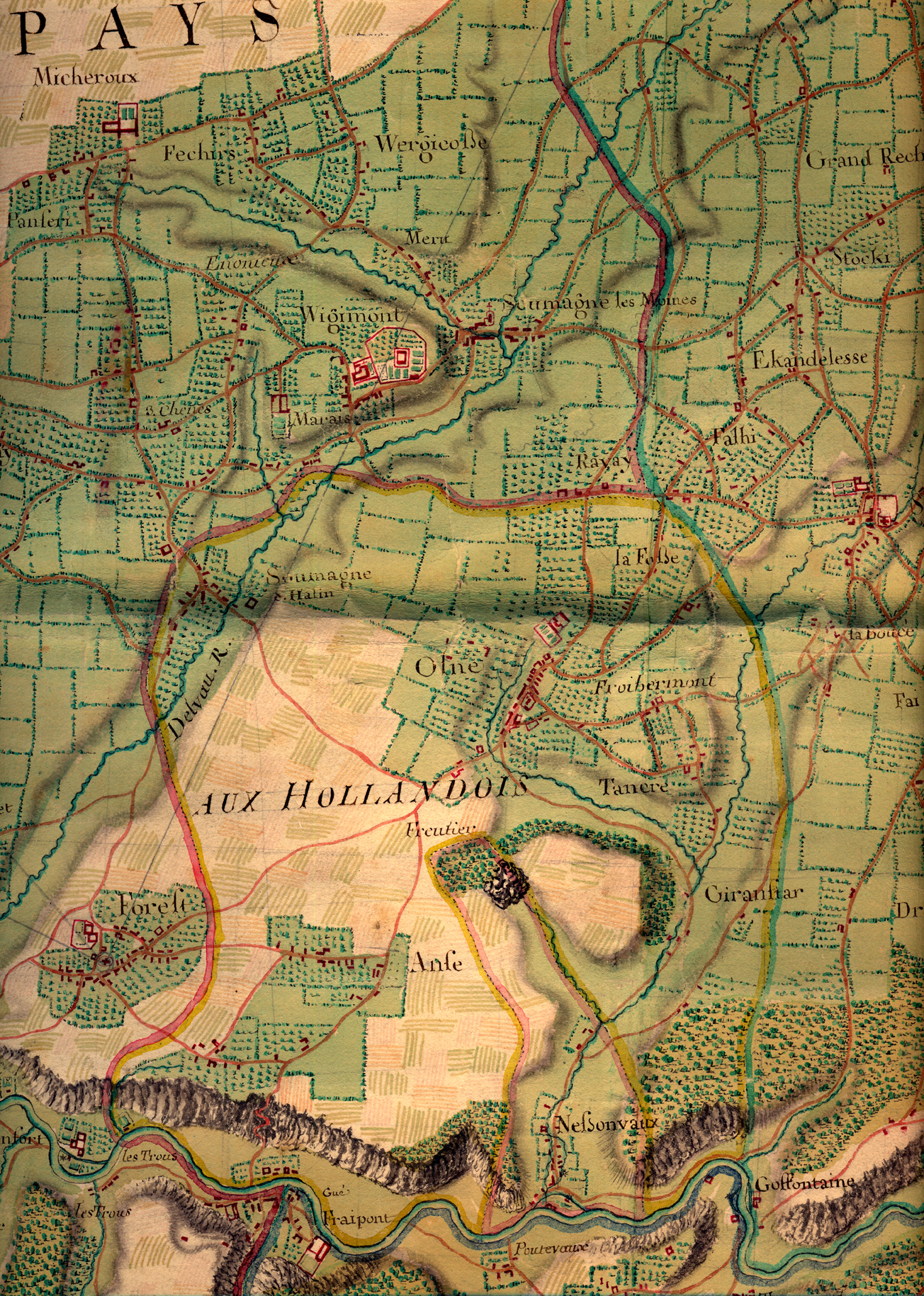
Une carte Cassini autour des champs de bataille des Pays-Bas autrichiens.

En 1746-1747, au cours de la guerre de Succession d'Autriche, l'armée française occupe une partie des Pays-Bas autrichiens (avant 1714 : Pays-Bas espagnols), surtout dans le comté de Flandre. Cassini de Thury effectue alors une triangulation des ce territoire convoité par la France (Louis XIV y a déjà annexé Dunkerque, Lille, Douai, Cambrai et quelques autres places).

#### Reste du royaume (1748-1783)
Pour le reste du territoire, la triangulation a lieu en fonction des cartes que Cassini entreprend à la suite de la décision de Louis XV qui indique à Cassini le 7 juillet 1747 : « Je veux que la carte de mon royaume soit levée…, je vous en charge, prévenez-en M. de Machault. » (Jean-Baptiste de Machault d'Arnouville, alors contrôleur général des finances).
Les opérations commencent donc en 1748. Cassini s'engage à accompagner les cartes qu'il va alors publier du réseau secondaire les concernant. C'est ainsi qu'il donne dans l'Introduction à la seconde feuille occidentale de la carte de la France, levée en 1751, une planche qui « comprend l'étendue de quatre carrés de 60 000 toises… », avec l'explication correspondante « qui représente l'ouvrage de deux ingénieurs ».

## Les cartes générales de la France

### Carte de 1747
En 1747, Cassini de Thury publie une « carte qui comprend tous les lieux de la France qui ont été déterminés par les opérations géométriques ». Cette carte comporte (en plus des zones de la carte de 1744) la triangulation de la Seine et des Pays-Bas autrichiens

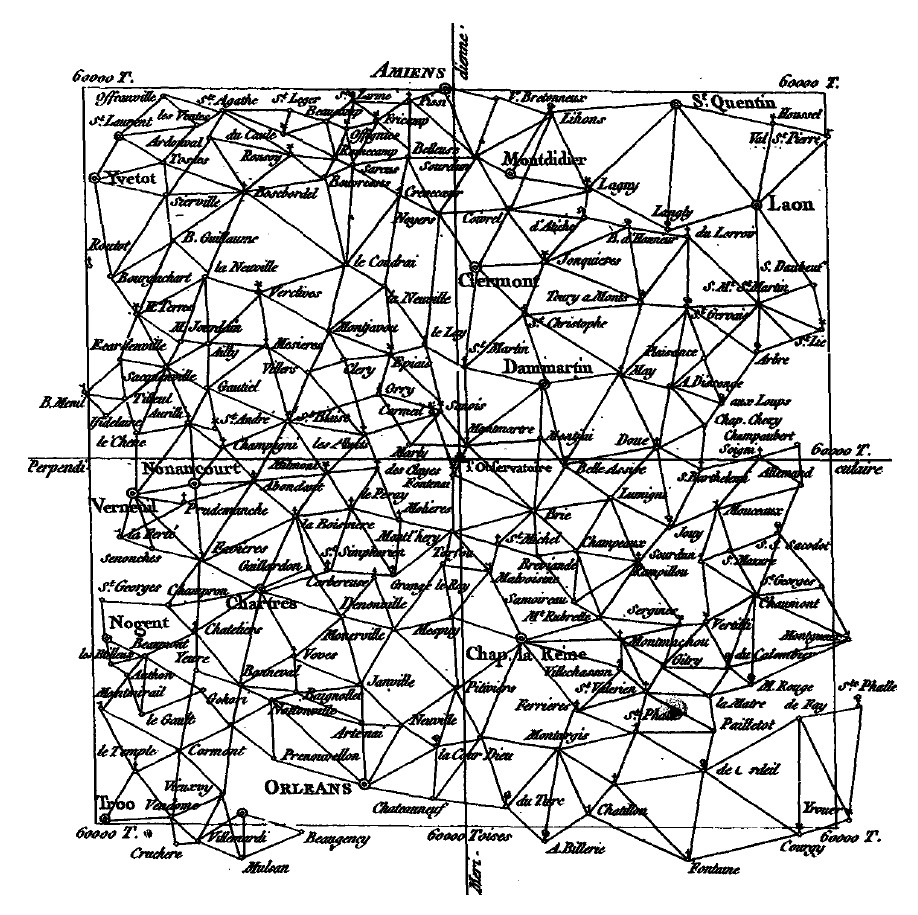
Plan triangulé de 60 000 toises autour de Paris. Avant 1751.

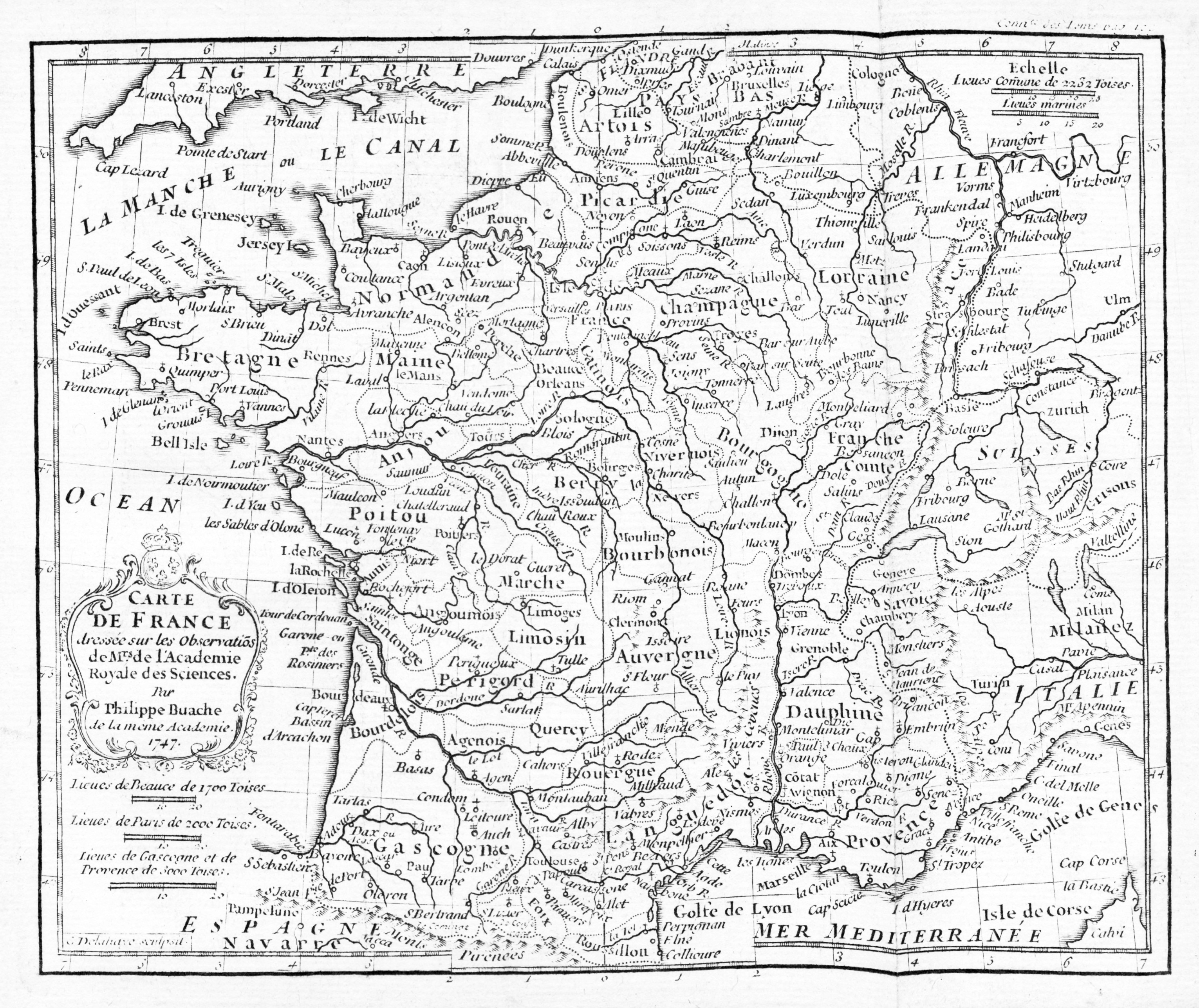
La première carte géographique de la France publiée par l'Académie Royale des Sciences en 1747.

En 1747, les informations données par la Carte qui comprend tous les lieux de la France qui ont été déterminés par les opérations géométriques permettent de publier la première carte géographique du pays (sans triangles). Intitulée Carte de France dressée sur les observations de MM. de l'Académie Royale des Sciences, elle est l'œuvre de Philippe Buache de la même Académie.
La France y est représentée dans ses contours avec ses côtes, ses frontières et ses cours d'eau. Les provinces sont citées, leurs limites territoriales sont définies et les principales villes y sont indiquées. Les pays limitrophes y apparaissent avec quelques détails supplémentaires (villes, fleuves…).
Les coordonnées géographiques, longitude par rapport à l'Observatoire et latitude y sont seules définies. L'échelle est donnée en différentes lieues régionales.
Cette carte est probablement la première carte géographique correcte du royaume de France. Elle accompagnera, en supplément, la publication annuelle « grand public » La Connaissance des Temps éditée par la même académie.

### Carte de 1783
Le maillage du pays est quasiment complet en 1783, date à laquelle Cassini de Thury publie la Description géométrique de la France. À la fin de l'ouvrage, se trouve une carte de France couverte de plus de deux mille triangles (réseau primaire et secondaire), ainsi que les territoires triangulés aux Pays-Bas autrichiens en 1746-47.
Une confusion résulte du fait que le cuivre sur lequel elle a été gravée est identique dans sa présentation à celui de la carte de 1744, avec le même cartouche de titre et la même date. L'avertissement explicatif inclus dans un autre cartouche indique : « Cette carte représente la France traversée par le Méridien de l'Observatoire royal de Paris et par des lignes perpendiculaires et parallèles à ce Méridien, tracées à la distance de 60 000 toises les unes des autres ». 
Elle comporte aussi les numéros attribués aux cartes individuelles, mais ils sont difficilement lisibles.

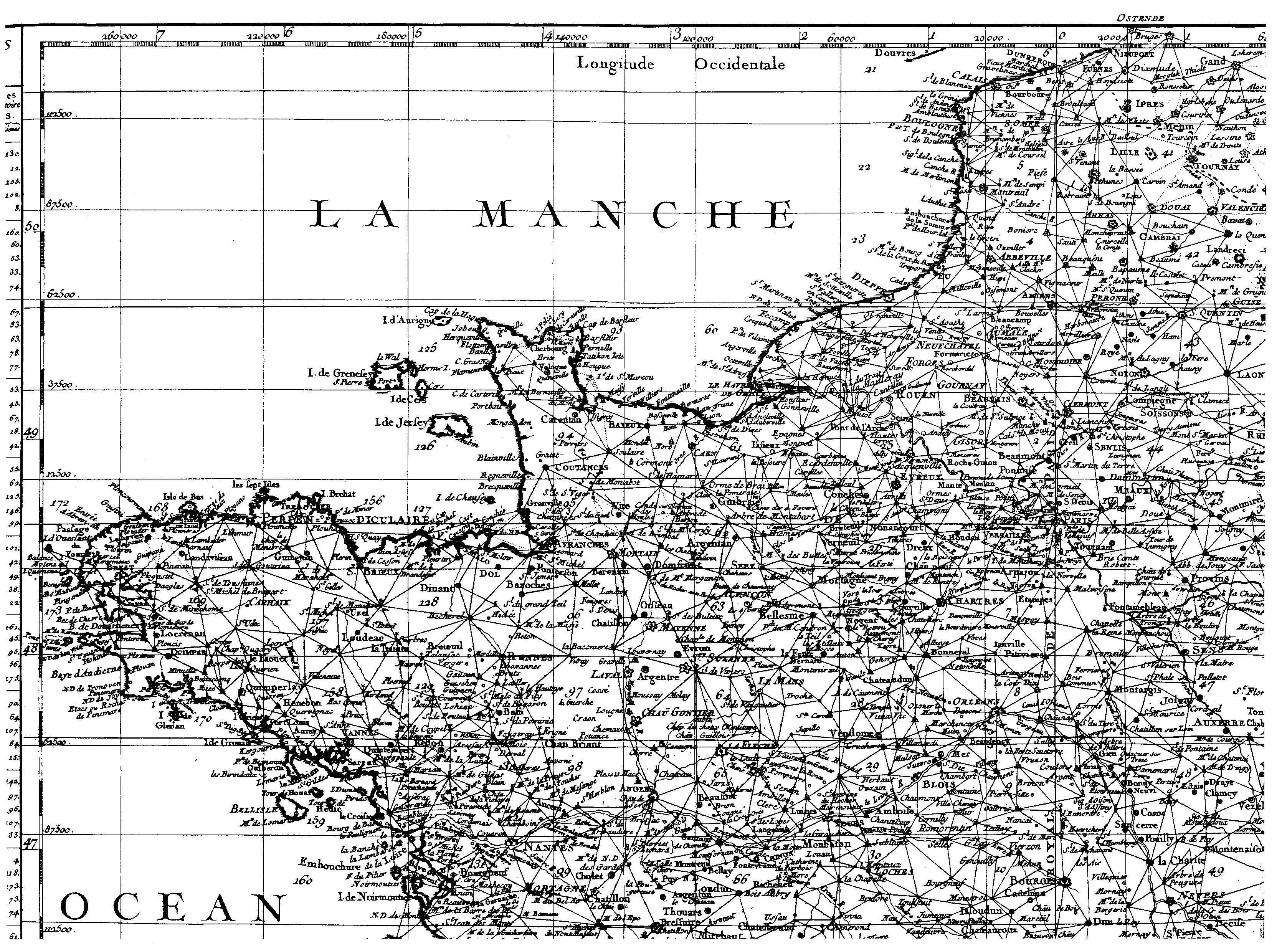
Carte de France de 1783 (partie Nord-Ouest).
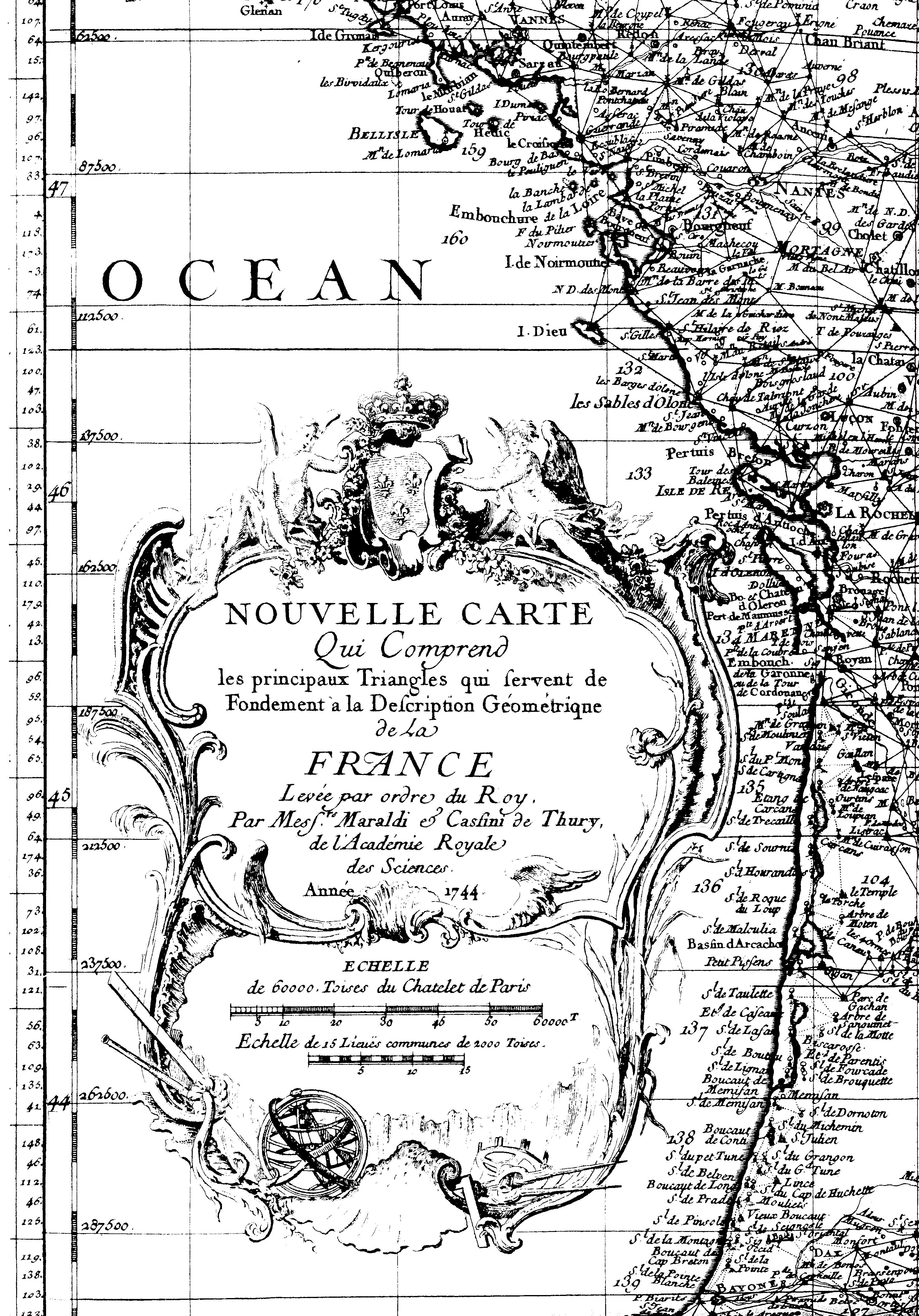
Le cartouche de titre avec la date « 1744 ».
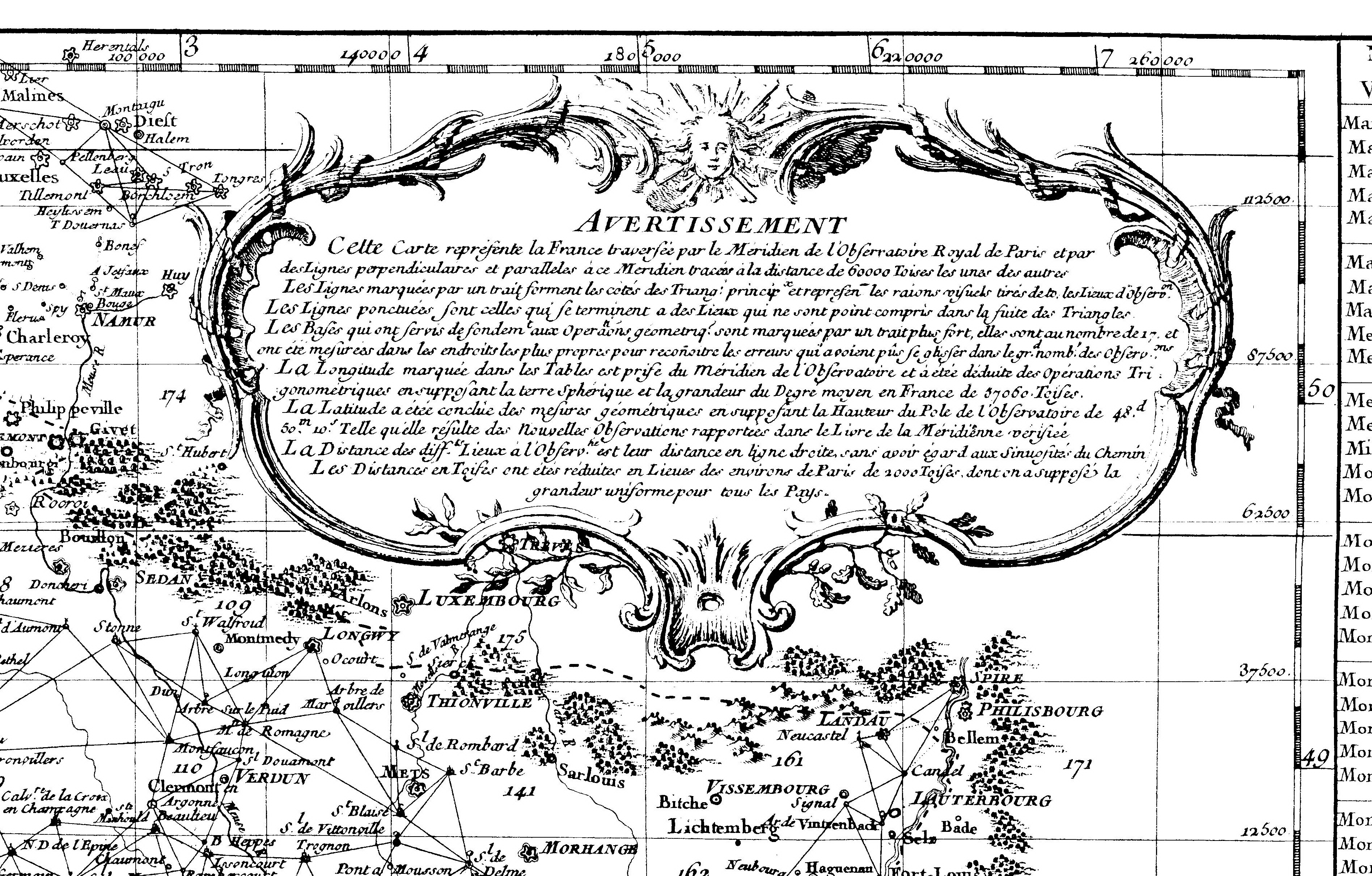
Le cartouche d'avertissement.

### Autres
D'autres cartes suivront, telles les cartes de Robert de Hesseln en 1786 et la nouvelle carte des départements et districts de Louis Capitaine en 1794.

## L'élaboration des cartes individuelles

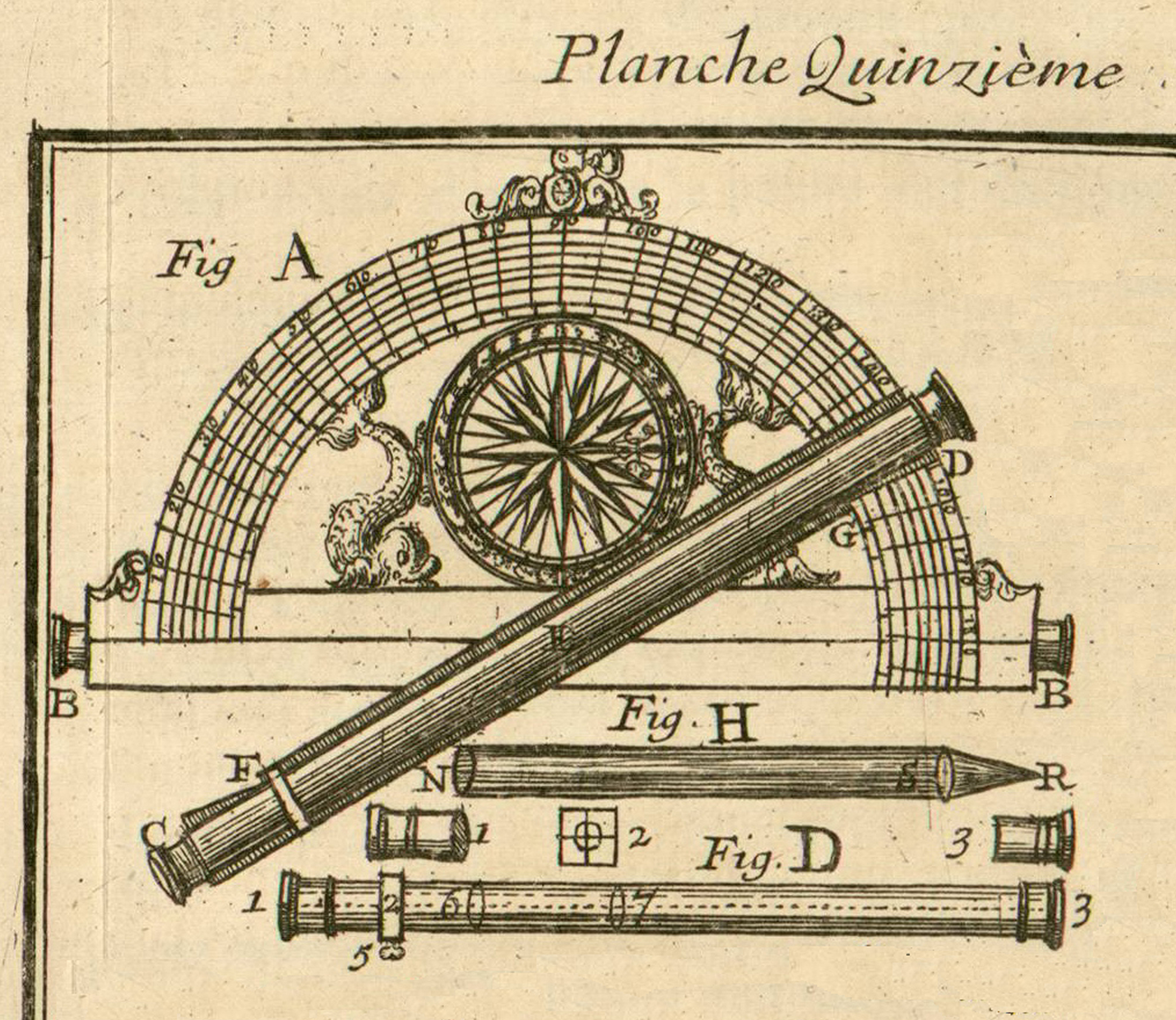
Graphomètre.

### Origine: une décision royale (1747)
En 1747, Cassini de Thury accompagne Louis XV en Flandre lors de la guerre de Succession d'Autriche. Il est chargé d'établir des cartes locales autour des champs de bataille. Lors de la présentation d'une de ces cartes au Roi, sur site, le 7 juillet 1747, ce dernier lui précise ses exigences : « Je veux que la carte de mon royaume soit levée…, je vous en charge… ». Ce sera le point de départ de l'établissement des cartes individuelles ; Cassini recevra les subsides du Roi pour cette réalisation ; il bénéficiera aussi des dispositions favorables du contrôleur général des finances et de la protection de Trudaine responsable des routes royales du royaume.

### Première période (1748-1756)

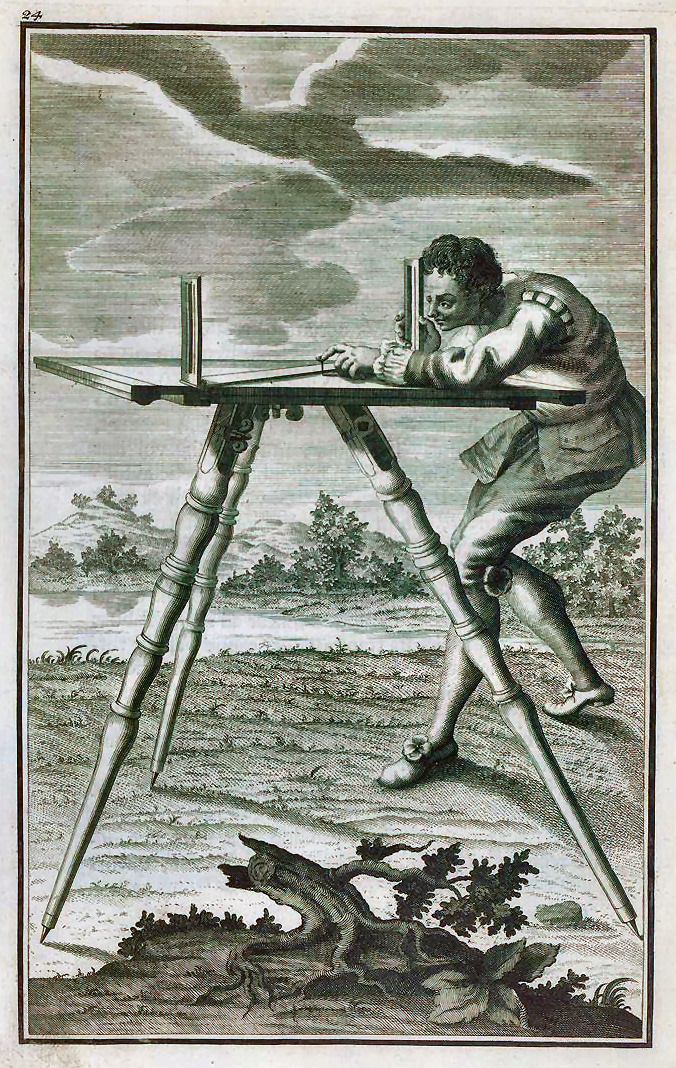
Levé à la planchette ici, avec alidade à pinnules.

L'entreprise nécessite des ingénieurs formés sur le terrain par des « seniors » issus des équipes ayant travaillé sur le maillage du deuxième ordre. Entre 1750 et 1756 leur nombre ira en progressant de 8 à 20. « Chargés du détail, ils étaient placés à la distance de dix mille toises les uns des autres », soit environ 20 km, et balayaient le terrain du nord au sud pendant une campagne qui durait six mois. « Rien ne devait échapper à leurs recherches. »
En campagne, sur le terrain, ces ingénieurs sont munis de planchettes, quarts de cercle, boussole. Le quart de cercle, encombrant, notamment dans les clochers, sera bientôt remplacé par un graphomètre à deux lunettes muni d'une boussole. Gradué en degrés, divisé par transversales, la résolution de l'instrument est de l'ordre de la minute de degré. Dans leurs relevés, ils se doivent de respecter les règles strictes de la triangulation : observer les trois angles des triangles, former des triangles de vérification, effectuer des tours d'horizon (360°). Pour leurs observations, ils s'informent de la toponymie du pays auprès des curés et/ou des syndics qui les accompagnent parfois. Au travail de la journée succède celui du cabinet : mise au net de leurs notes et relevés puis ébauche des dessins de la carte du pays visité.
De retour à Paris, ils mettent au net leurs observations, calculent leurs triangles et les distances des objets sélectionnés. Ce travail terminé, ils remettent leurs registres à Cassini de Thury – aidé de son père – pour approbation. En 1757, ces ingénieurs sont rémunérés à hauteur de 4 500 livres la feuille. Quatre contrôleurs sont, eux, employés à « vérifier les calculs et à construire les cartes dans la forme où elles devaient être remises au graveur… ».
Seules deux cartes particulières seront terminées en 1756, celle de Paris et celle de Beauvais.

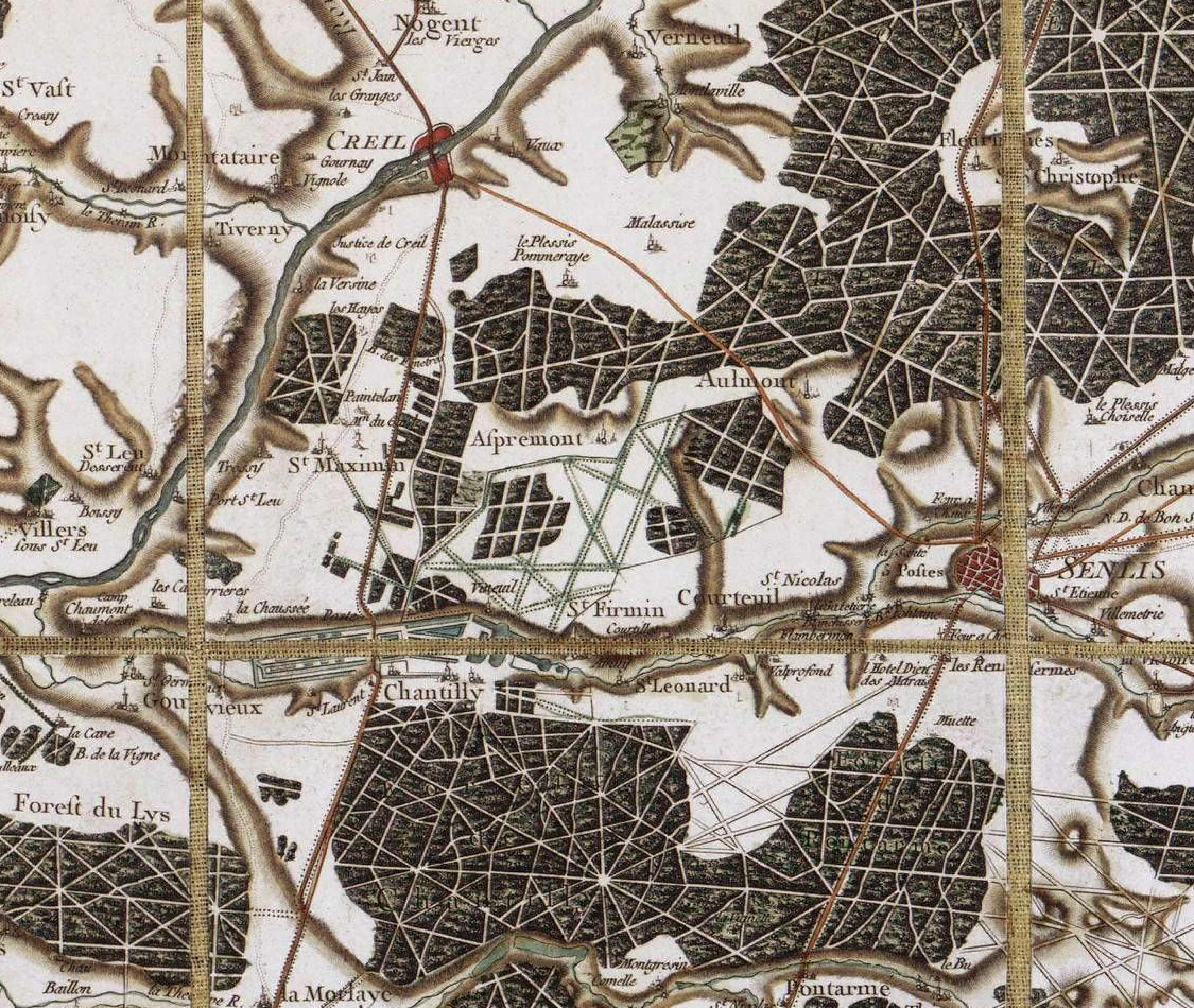
Détail de la feuille n° 2 de Beauvais : autour des villes de Creil, Senlis et Chantilly, 1756.

### Deuxième période: privatisation (1756-1793)

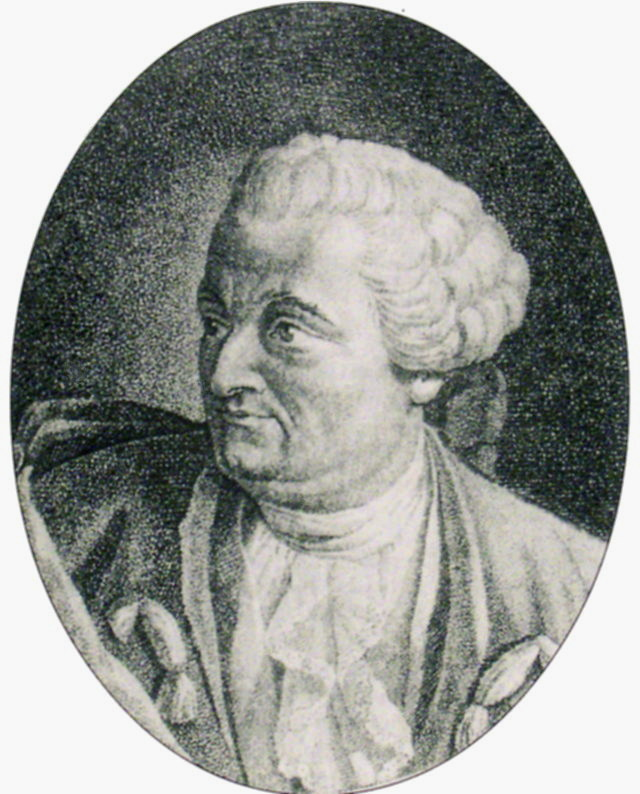
Cassini III

En 1756, huit ans après l'origine de l'entreprise, Cassini de Thury présente donc au roi les deux premières cartes particulières du royaume. Le roi en est satisfait, mais devant les difficultés du royaume dont la guerre de Sept Ans, des coupes claires sont effectuées dans les subventions royales. La carte de France n'est plus subventionnée. Cassini de Thury fonde alors une société de cinquante associés afin de rassembler les fonds nécessaires pour finir les levés de la carte. Des personnalités de l'époque y participent. La plus célèbre d'entre elles est la marquise de Pompadour.

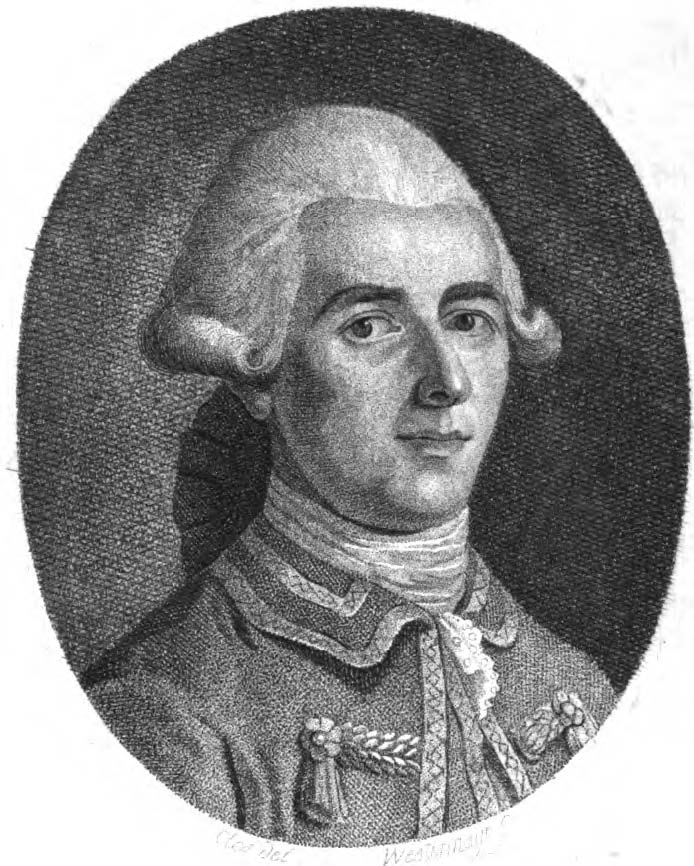
Cassini IV

Plus tard, l'association des cinquante sera remplacée par des souscripteurs qui seront au nombre de 203 en 1780 ; les provinces et les généralités participeront elles aussi.
La société fut globalement bien gérée : ses comptes étaient en équilibre avec des actionnaires participant à hauteur de plus de 1 600 livres par an et par personne ; les cartes individuelles étaient vendues au prix de quatre livres, prix supérieur à ce qui se pratiquait à l'époque chez les concurrents.
Pendant cette période, les cartes sont toujours supervisées par l'Académie des Sciences et restent en dépôt à l'Observatoire de Paris.
Mort en 1784, César-François Cassini ne verra jamais l'achèvement de la carte de France. Son fils, Jean-Dominique, dit Cassini IV finira les travaux de son père ; en 1790, quinze cartes individuelles sont encore à publier (voir plus loin la liste des feuilles avec leur année de publication).

### Troisième période: nationalisation (1793-1818)
En 1793, la France est en guerre. La carte de Cassini est une source de renseignements pour la patrie, mais aussi pour l'ennemi. Sur ordre de la Convention, elle sera donc confisquée et transférée de l'Observatoire vers le Dépôt de la Guerre ; « la carte générale de France dite de l'Académie » comporte alors, d'après procès-verbal, 165 feuilles imprimées, 11 planches à la gravure et une planche au stade de dessin. Il reste quatre feuilles, dont les levés sont effectués, à jeter sur le papier. Les actionnaires, à l'exception des émigrés, seront indemnisés ; ils recevront 3 000 francs par action.
Pendant les 25 ans de cette période, les cartes seront retouchées et complétées par des graveurs supervisés par des ingénieurs géographes militaires. Entre 1803 et 1812, sont effectuées les principales modifications, principalement sur le réseau routier. On adjoint aux cartes une double échelle, l'une en toises et l'autre en mètres. De nouvelles cartes « claires, exactes, gravées avec soin » vont aussi concurrencer la carte de Cassini ; elles formeront « l'Atlas national » qui sera accusé de plagiat par des associés de la carte de France.
On peut grossièrement considérer que l'œuvre des Cassini est terminée en 1818. Son établissement aura nécessité cent cinquante ans depuis la décision de Colbert ; pour leur part, les cartes individuelles, œuvre particulière de Cassini III et Cassini IV, auront demandé soixante-dix ans de travaux pour décrire la France dans ses moindres détails.

## Liste et caractéristiques des cartes individuelles

### Liste
155 cartes individuelles sont prévues à l'origine ; en fait, 180 seront publiées. La liste ci-dessous correspond en priorité aux numéros des 181 feuilles levées avec leur date de publication dans l'édition d'origine. Gravées sur cuivre (pour les premières par l'ingénieur géographe du Roi à Paris, Joseph-Dominique Seguin) puis tirées en noir et blanc, de nombreuses cartes ont été aquarellées à la main, ou ont été découpées en 21 rectangles recollés sur une toile de jute de façon à pouvoir les replier et les transporter aisément. Selon la légende, la reine Marie-Antoinette les trouva si belles qu’elle demanda qu'elles soient réalisées en couleur et en commanda un jeu personnel pour pouvoir le transporter en carrosse.
| Numéro de la feuille | Dénomination                                                             | Année des levés            | Année de publication      | N° de publication           |
| -------------------- | ------------------------------------------------------------------------ | -------------------------- | ------------------------- | --------------------------- |
| 1                    | Paris                                                                    | 1749-1755                  | 1756                      | 1                           |
| 2                    | Beauvais                                                                 | 1751                       | 1756                      | 2                           |
| 3                    | Amiens                                                                   | 1757 av. (avant)           | 1757 ca (autour de)       | 11                          |
| 4                    | Abbeville - Arras                                                        | 1757                       | 1757                      | 12                          |
| 5                    | Saint-Omer                                                               | 1756-1757                  | 1758                      | 19                          |
| 6                    | Dunkerque                                                                | 1757                       | 1758 ca                   | 14                          |
| 7                    | Fontainebleau - Estampes (Étampes)                                       | 1750-1758                  | 1756-1757 ?               | 3                           |
| 8                    | Orléans                                                                  | 1751-1755                  | 1757 ?                    | 10                          |
| 9                    | Gien                                                                     | 1758-1759                  | 1759 ?                    | 34                          |
| 10                   | Bourges                                                                  | 1754-1759                  | 1760 ?                    | 48                          |
| 11                   | La Châtre                                                                | 1758-1767                  | 1767-1768                 | 83                          |
| 12                   | Évaux-les-Bains                                                          | 1759-1760                  | 1760-1762                 | 56                          |
| 13                   | Aubusson                                                                 | 1760-1762                  | 1762-1763                 | 66                          |
| 14                   | Mauriac                                                                  | 1773-1780                  | 1789-1815 ?               | 158                         |
| 15                   | Aurillac                                                                 | 1766-1775                  | 1782-1783                 | 151                         |
| 16                   | Rodez                                                                    | 1766-1780                  | 1781                      | 144                         |
| 17                   | Albi                                                                     | 1769-1774                  | 1777-1778                 | 113                         |
| 18                   | Castres                                                                  | 1771-1775                  | 1777                      | 111                         |
| 19                   | Carcassonne                                                              | 1770-1778                  | 1777                      | 115                         |
| 20                   | Mont-Louis - Mousset                                                     | 1772-1779                  | 1780-1781                 | 139                         |
| 20 bis ou 177        | Puyceda (Puigcerda) - Prats-de-Mollo - Fort-des-Bains (Amélie-les-Bains) | 1776-1779                  | 1781 et 1815 ?            | 149                         |
| 21                   | Ambleteuse - Calais - Douvres                                            | 1757                       | 1757-1758                 | 17                          |
| 22                   | Boulogne                                                                 | 1756-1758                  | 1758                      | 16                          |
| 23                   | Dieppe                                                                   | 1757-1759                  | 1758                      | 15                          |
| 24                   | Forges-les-Eaux - Neufchâtel - (Yvetot)                                  | 1757                       | 1759                      | 30                          |
| 25                   | Rouen                                                                    | 1766 av.                   | 1757                      | 8                           |
| 26                   | Évreux - Dreux                                                           | 1750-1751 corr. 1781       | 1757 ?                    | 7                           |
| 27                   | Chartres                                                                 | 1750-1752 1766-1767        | 1757                      | 9                           |
| 28                   | Vendôme                                                                  | 1753-1759                  | 1759-1760                 | 45                          |
| 29                   | Blois                                                                    | 1753-1759                  | 1759-1760                 | 47                          |
| 30                   | Loches                                                                   | 1753-1767                  | 1763-1768                 | 81                          |
| 31                   | Le Blanc - Châteauroux - Montmorillon                                    | 1755-1765 corr. 1777       | 1766-1768                 | 84                          |
| 32                   | Dorat                                                                    | 1768 av.                   | 1768                      | 85                          |
| 33                   | Limoges                                                                  | 1762-1764                  | 1763-1776                 | 126                         |
| 34                   | Tulle - Arnac - Pompadour                                                | 1767-1780                  | 1783                      | 154                         |
| 35                   | Sarlat                                                                   | 1768-1782                  | 1783-1785                 | 155                         |
| 36                   | Cahors                                                                   | 1762-1776                  | 1781                      | 150                         |
| 37                   | Montauban                                                                | 1771-1774                  | 1776-1777                 | 108                         |
| 38                   | Toulouse                                                                 | 1769-1775                  | 1775-1776                 | 106                         |
| 39                   | Saint-Lizier - Saint-Martory - Pamiers                                   | 1770-1773                  | 1776                      | 107                         |
| 40                   | Ax-les-Thermes                                                           | 1771-1778                  | 1780-1781                 | 140                         |
| 40 bis               | Andore (Andorre)                                                         | 1777                       | 1782                      | n.r.                        |
| 41                   | Lille                                                                    | 1752-1758                  | 1758 ?                    | 18                          |
| 42                   | Cambrai                                                                  | 1754-1757 corr. 1759       | 1758                      | 26                          |
| 43                   | Laon - Noyon                                                             | 1752-1757 corr. 1758       | 1757                      | 13                          |
| 44                   | Soissons                                                                 | 1750-1752 corr. 1767       | 1757                      | 5                           |
| 45                   | Meaux                                                                    | 1750-1752 corr. 1758       | 1757                      | 4                           |
| 46                   | Sens                                                                     | 1752                       | 1757                      | 6                           |
| 47                   | Auxerre                                                                  | 1758 corr. 1759            | 1758 ?                    | 24                          |
| 48                   | Vézelay - Cosne-Cours-sur-Loire                                          | 1754-1758 corr.1761        | 1759                      | 35                          |
| 49                   | Nevers                                                                   | 1754-1758                  | 1759                      | 42                          |
| 50                   | Moulins                                                                  | 1756-1761                  | 1758-1763                 | 67                          |
| 51                   | Gannat - Saint-Pourçain                                                  | 1759-1766                  | 1764-1767                 | 79                          |
| 52                   | Clermont                                                                 | 1759-1775                  | 1775-1776                 | 110                         |
| 53                   | Brioude - Issoire                                                        | 1766-1769                  | 1769                      | 89                          |
| 54                   | Saint-Flour                                                              | 1775-1776                  | 1779-1780                 | 127                         |
| 55                   | Mende                                                                    | 1773-1776                  | 1779-1780                 | 128                         |
| 56                   | Nant - Millau                                                            | 1774-1776                  | 1776-1778                 | 114                         |
| 57                   | Lodève                                                                   | 1770-1774                  | 1777-1778                 | 112                         |
| 58                   | Narbonne                                                                 | 1769-1773                  | 1776-1777                 | 109                         |
| 59                   | Perpignan                                                                | 1771-1779                  | 1779 ?                    | 132                         |
| 59 bis ou 176        | Bellegarde-sur-Azès (Le Perthus)                                         | 1771-1779                  | 1779 ?                    | 133                         |
| 60                   | Le Havre                                                                 | 1757 corr.1758             | 1757                      | 20                          |
| 61                   | Lisieux - Honfleur                                                       | 1752-1758 corr. 1759       | 1758 ?                    | 27                          |
| 62                   | Argentan - Falaise                                                       | 1752-1759                  | 1761 ?                    | 57                          |
| 63                   | Alençon                                                                  | 1755-1763                  | 1769                      | 91                          |
| 64                   | Le Mans                                                                  | 1755-1763                  | 1765                      | 76                          |
| 65                   | Tours                                                                    | 1760-1764                  | 1765                      | 78                          |
| 66                   | Richelieu - Saumur                                                       | 1756-1763                  | 1760-1765                 | 75                          |
| 67                   | Poitiers                                                                 | 1765-1767                  | 1767-1770                 | 92                          |
| 68                   | Charroux                                                                 | 1766-1769                  | 1770-1773                 | 104                         |
| 69                   | Angoulême                                                                | 1766-1768                  | 1772-1777                 | 117                         |
| 70                   | Périgueux                                                                | 1766-1768                  | 1773-1779                 | 121                         |
| 71                   | Bergerac                                                                 | 1762-1766                  | 1789-1815 ?               | 163                         |
| 72                   | Castillonnes - Villeneuve - La Réole                                     | 1761-1765                  | 1783                      | 159                         |
| 73                   | Agen                                                                     | 1769-1778                  | 1784 ?                    | 160                         |
| 74                   | Auch                                                                     | 1768-1770                  | 1769-1770                 | 96                          |
| 75                   | Tarbes                                                                   | 1768-1770                  | 1770-1771                 | 98                          |
| 76                   | Bagnères-de-Luchon - Barèges Bagnères-de-Bigorre                         | 1772-1778                  | 1779-1781                 | 141                         |
| 77                   | Rocroi                                                                   | 1756-1759                  | 1759-1760                 | 40                          |
| 78                   | Mézières (Charleville-Mézières - Sedan)                                  | 1755-1759                  | 1759-1760                 | 43                          |
| 79                   | Reims                                                                    | 1757-1759                  | 1758-1760                 | 39                          |
| 80                   | Chaalons (Châlons-sur-Marne)                                             | 1754-1758                  | 1757                      | 25                          |
| 81                   | Troyes                                                                   | 1758 corr. 1760            | 1759 ?                    | 31                          |
| 82                   | Tonnerre                                                                 | 1752-1758 corr. 1759       | 1759 ?                    | 33                          |
| 83                   | Semur - Montbard                                                         | 1752-1758 corr. 1762       | 1758                      | 29                          |
| 84                   | Autun                                                                    | 1754-1758                  | 1759                      | 32                          |
| 85                   | Châlons (Chalon-sur-Saône)                                               | 1757-1759                  | 1759                      | 36                          |
| 86                   | Mâcon                                                                    | 1757-1760                  | 1759-1761                 | 54                          |
| 87                   | Lyon                                                                     | 1758-1762                  | 1760-1761                 | 53                          |
| 88                   | Saint-Étienne - Saint-Marcellin                                          | 1762-1765                  | 1765-1767                 | 80                          |
| 89                   | Le Puy                                                                   | 1773-1777                  | 1781 ?                    | 143                         |
| 90                   | Viviers (Ardèche)                                                        | 1772-1776                  | 1778-1779                 | 123                         |
| 91                   | Nîmes                                                                    | 1772-1776                  | 1778-1781                 | 138                         |
| 92                   | Montpellier                                                              | 1770-1776                  | 1776-1778                 | 116                         |
| 93                   | Saint-Vaast-la-Hougue                                                    | 1757-1758                  | 1758                      | 21                          |
| 94                   | Bayeux - Caen                                                            | 1754-1759                  | 1760                      | 38                          |
| 95                   | Vire - Avranches                                                         | 1754-1762                  | 1761-1767                 | 82                          |
| 96                   | Mayenne                                                                  | 1763-1766                  | 1767-1772                 | 90                          |
| 97                   | Laval                                                                    | 1761-1764                  | 1766-1768                 | 87                          |
| 98                   | Angers                                                                   | 1763-1769 corr. 1776       | 1767-1771                 | 100                         |
| 99                   | Mortagne                                                                 | 176-1769                   | 1772                      | 102                         |
| 100                  | Luçon                                                                    | 1765-1769                  | 1768-1770                 | 94                          |
| 101                  | La Rochelle                                                              | 1765-1769                  | 1768-1771                 | 97                          |
| 102                  | Saintes                                                                  | 1766-1775                  | 1771                      | 103                         |
| 103                  | Blaye                                                                    | 1767-1775                  | 1783                      | 152                         |
| 104                  | Bordeaux                                                                 | 1762-1763 1774-1775 1778 ? | 1789-1815 ?               | 164                         |
| 105                  | Bazas                                                                    | 1763-1767                  | 1789-1815 ?               | 166                         |
| 106                  | Roquefort - Mont-de-Marsan                                               | 1778-1786                  | 1789-1815 ?               | 167                         |
| 107                  | Aire - Orthès (Orthez)                                                   | 1766-1771                  | 1771                      | 99                          |
| 108                  | Pau                                                                      | 1771-1778                  | 1778-1779                 | 118                         |
| 108 bis ou 182       | Cauterets                                                                | 1772-1773                  | 1779-1781                 | 142                         |
| 109                  | Montmédy - Longwy - Bouillon                                             | 1754-1766                  | 1762                      | 68                          |
| 109 bis              | Saint-Hubert                                                             | 1758-1759                  | 1759                      | 62                          |
| 110                  | Verdun                                                                   | 1754-1759                  | 1760                      | 46                          |
| 111                  | Toul                                                                     | 1756-1759                  | 1759                      | 41                          |
| 112                  | Joinville                                                                | 1758-1762                  | 1762-1763                 | 65                          |
| 113                  | Langres                                                                  | 1757-1759                  | 1760-1761                 | 52                          |
| 114                  | Dijon                                                                    | 1758-1759                  | 1758                      | 28                          |
| 115                  | Dole - Auxonne                                                           | 1756-1760                  | 1761-1762                 | 61                          |
| 116                  | Tournus - Lons-le-Saunier                                                | 1757-1760                  | 1758-1760                 | 44                          |
| 117                  | Bourg (Bourg-en-Bresse)                                                  | 1757-1764                  | 1764-1765                 | 71                          |
| 118                  | Belley                                                                   | 1758-1760                  | 1759-1762                 | 63                          |
| 119                  | Grenoble                                                                 | 1765-1777                  | 1779 ?                    | 120                         |
| 120                  | Valence                                                                  | 1768-1777                  | 1777-1779                 | 119                         |
| 121                  | Vaison-la-Romaine                                                        | 1776-1777                  | 1779-1780                 | 136                         |
| 122                  | Avignon - Orange                                                         | 1775-1778                  | 1778-1779                 | 122                         |
| 123                  | Aix-en-Provence                                                          | 1778-1779                  | 1779                      | 130                         |
| 124                  | Marseilles (Marseille)                                                   | 1778-17779                 | 1779                      | 129                         |
| 125                  | Cherbourg                                                                | 1756-1758                  | 1757                      | 22                          |
| 126                  | Coutances                                                                | 1756                       | 1758                      | 23                          |
| 127                  | Saint-Malo - Granville                                                   | 1755-1759 corr. 1788-1789  | 1758-1759                 | 37                          |
| 128                  | Dinan                                                                    | 1782-1789                  | 1789-1815 ?               | 175                         |
| 129                  | Rennes                                                                   | 1785-1787                  | 1789-1815 ?               | 175                         |
| 130                  | Paimbœuf - Redon                                                         | 1784-1787                  | 1789-1815 ?               | 170                         |
| 131                  | Nantes                                                                   | 1783-1786                  | 1789-1815 ?               | 168                         |
| 132                  | La Roche-sur-Yon - Les Sables (Les Sables-d'Olonne)                      | 1765-1768                  | 1768-1770                 | 93                          |
| 133                  | Ile de Ré                                                                | 1767-1768                  | 1768-1772                 | 86                          |
| 134                  | Ile d'Oléron                                                             | 1767-1769                  | 1769 ?                    | 88                          |
| 135                  | Côte de Médoc                                                            | 1767                       | 1783                      | 153                         |
| 136                  | La Teste-de-Buch                                                         | 1762-1763 ?                | 1789-1815 ?               | 165                         |
| 137                  | Cazau (Cazaux)                                                           | 1762-1763 ?                | 1789-1815 ?               | 161                         |
| 138                  | Vieux-Boucau                                                             | 1773-1784                  | 1789-1815 ?               | 162                         |
| 139                  | Bayonne                                                                  | 1766-1771                  | 1771                      | 101                         |
| 140                  | Saint-Jean-Pied-de-Port                                                  | 1770-1773                  | 1772                      | 105                         |
| 141                  | Metz                                                                     | 1757-1762 corr. 1772       | 1763-1766                 | 73                          |
| 141 bis ou 175       | Luxembourg                                                               | 1761-1762                  | 1763                      | 69                          |
| 142                  | Nancy                                                                    | 1754-1763 corr. 1768-1772  | 1758-1760                 | 51                          |
| 143                  | Mirecourt - Épinal                                                       | 1754-1762                  | 1761-1762                 | 64                          |
| 144                  | Luxeuil-les-Bains                                                        | 1758-1762                  | 1760-1761                 | 55                          |
| 145                  | Vesoul                                                                   | 1757-1759                  | 1759-1760                 | 49                          |
| 146                  | Besançon                                                                 | 1757-1760                  | 1759-1762                 | 60                          |
| 147                  | Nozeroy - Les Rousses                                                    | 1757-1760                  | 1759-1760                 | 50                          |
| 148                  | Genève - Gex                                                             | 1759-1761                  | 1761                      | 58                          |
| 149                  | Montmélian                                                               | 1776 ca                    | 1779 ?                    | n.r.                        |
| 150                  | Barraux                                                                  | 1776-1778                  | 1779-1781                 | 137                         |
| 151                  | Briançon                                                                 | 1772-1777                  | 1779                      | 124                         |
| 152                  | Embrun - Gap                                                             | 1776-1777                  | 1779                      | 125                         |
| 153                  | Digne                                                                    | 1778-1779                  | 1782                      | 145                         |
| 154                  | Lorgues                                                                  | 1778-1780                  | 1781                      | 146                         |
| 155                  | Toulon                                                                   | 1778-1779                  | 1779                      | 131                         |
| 156                  | Tréguier                                                                 | 1785-1790                  | 1789-1815 ?               | n.r.                        |
| 157                  | Uzel                                                                     | 1780-1787                  | 1789-1815 ?               | 171                         |
| 158                  | Vannes                                                                   | 1789                       | 1789-1815 ?               | 172                         |
| 159                  | Belle-Isle (Belle-Ile)                                                   | 1787                       | 1789-1815 ?               | 169                         |
| 160                  | Ile de Noirmoutier                                                       |                            | non publiée en individuel | 131 (sur feuille de Nantes) |
| 161                  | Landau - Wissembourg - (Bitche)                                          | 1755-1762 corr. 1772       | 1763-1766                 | 74                          |
| 162                  | Strasbourg                                                               | 1760-1767                  | 1768-1770                 | 95                          |
| 163                  | Colmar                                                                   | 1757-1760                  | 1760-1761                 | 59                          |
| 164                  | Neuf-Brisach                                                             | 1758-1763                  | 1766                      | 77                          |
| 165                  | Basle (Bâle)                                                             | 1759-1763                  | 1763-1765                 | 70                          |
| 166 ou 180           | Queiras (Château-Queyras - Chateau-Ville-Vieille)                        | 1777                       | 1779 ?                    | 134                         |
| 167 ou 181           | Larche                                                                   | 1777                       | 1779 ?                    | 135                         |
| 168                  | Vence                                                                    | 1778-1780                  | 1781 ?                    | 147                         |
| 169 ou 167           | Antibes                                                                  | 1778-1780                  | 1781 ?                    | 148                         |
| 169 bis ou 182       | Cap Camarat                                                              | 1778                       | 1778 ?                    | 131                         |
| 170 ou 168           | Saint-Pol-de-Léon                                                        | 1781-1782                  | 1783-1784                 | 156                         |
| 171                  | Carhaix - Plouguer - Brest                                               | 1782-1783                  | 1784                      | 173                         |
| 172                  | Quimperlé - Ile de Groix - Quimper                                       | 1783                       | 1789-1815 ?               | 169                         |
| 173 ou 171           | Philippburg (Philippsburg)                                               | 1759-1763                  | 1761                      | 72                          |
| 174 ou 172           | Ile d'Ouessant (Ouessant)                                                | 1782-1786                  | 1789-1815 ?               | 157                         |
| 175 ou 173           | Audièrene (Audierne) - Rade de Brest                                     | 1786                       | 1789-1815 ?               | 174                         |

Les départements de la Savoie, de la Haute-Savoie et une partie de celui des Alpes-Maritimes ne faisaient pas partie du Royaume de France à l’époque des levés opérés au XVIIIe siècle. Ils ne sont donc pas représentés sur la carte de l’Académie. De plus, l'île d'Yeu et la Corse ne seront jamais levées.

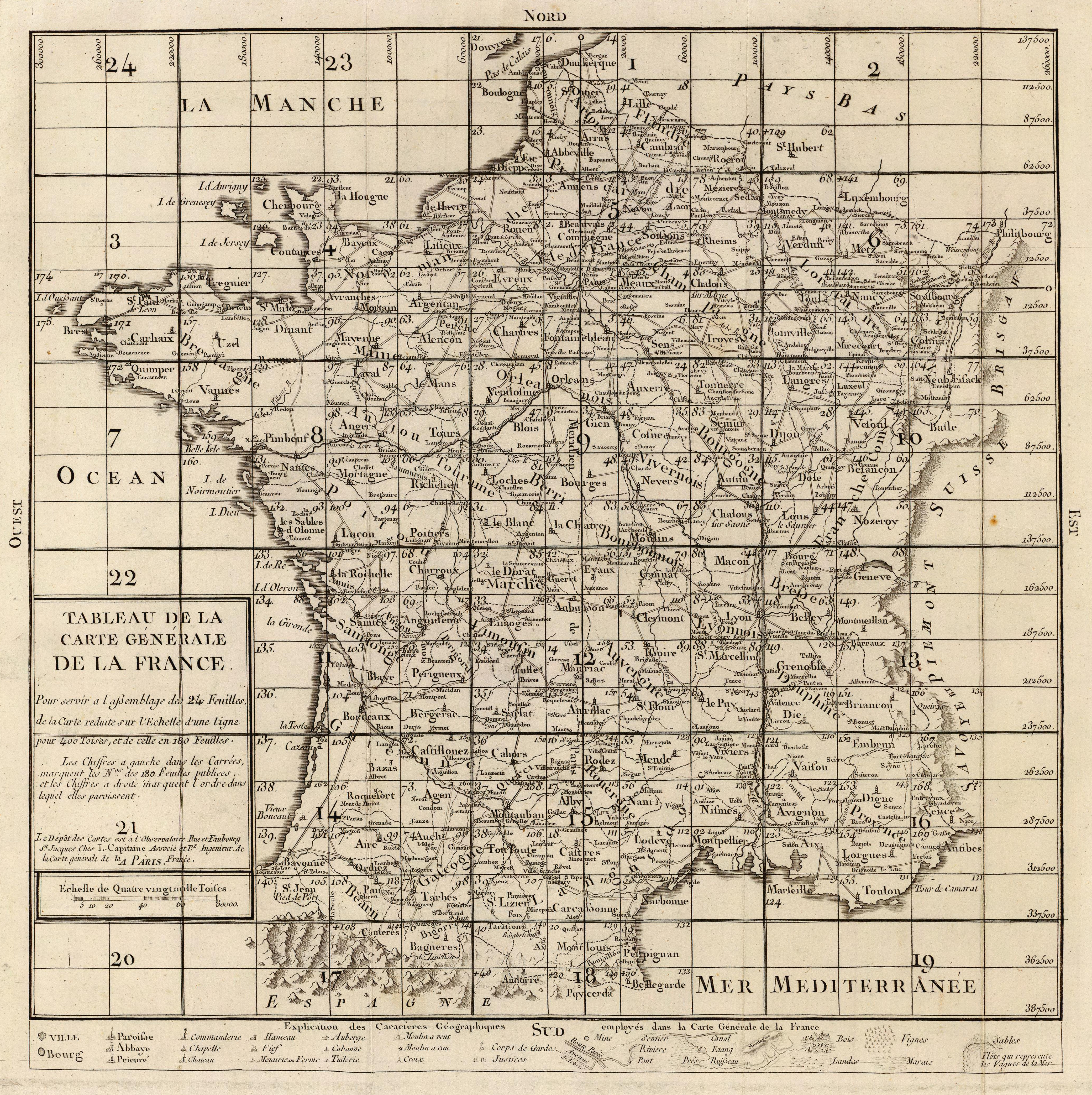
Tableau d'assemblage de la carte générale de la France, 1797, collection Rumsey.

La plupart des feuilles ont fait l'objet d'une nouvelle édition datée de 1815.

### Caractéristiques
Elles sont à l'échelle d'une ligne pour cent toises (1 : 86 400), toujours référencées en coordonnés rectangulaires par rapport à l'Observatoire (les distances par rapport à la méridienne et à sa perpendiculaire sont inscrites dans les angles de chaque carte). Les feuilles sont de 24 pouces sur 35 (65 x 95 cm). On peut donc y représenter des cartes de 40 000 x 25 000 toises, soit 78 x 49 km.
Y sont représentés les invariants du paysage : « Villes, bourgs, villages, châteaux, chapelles, hameaux… avec les lignes figurant les rivières et les grands chemins, etc. Les cartes individuelles ne comportent pas de légende. Seul le tableau d'assemblage de la carte précédente donne des « explications sur les caractères géographiques employés ».

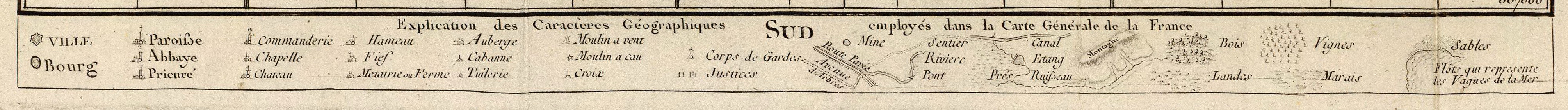
Détail de la légende de la carte générale de la France.

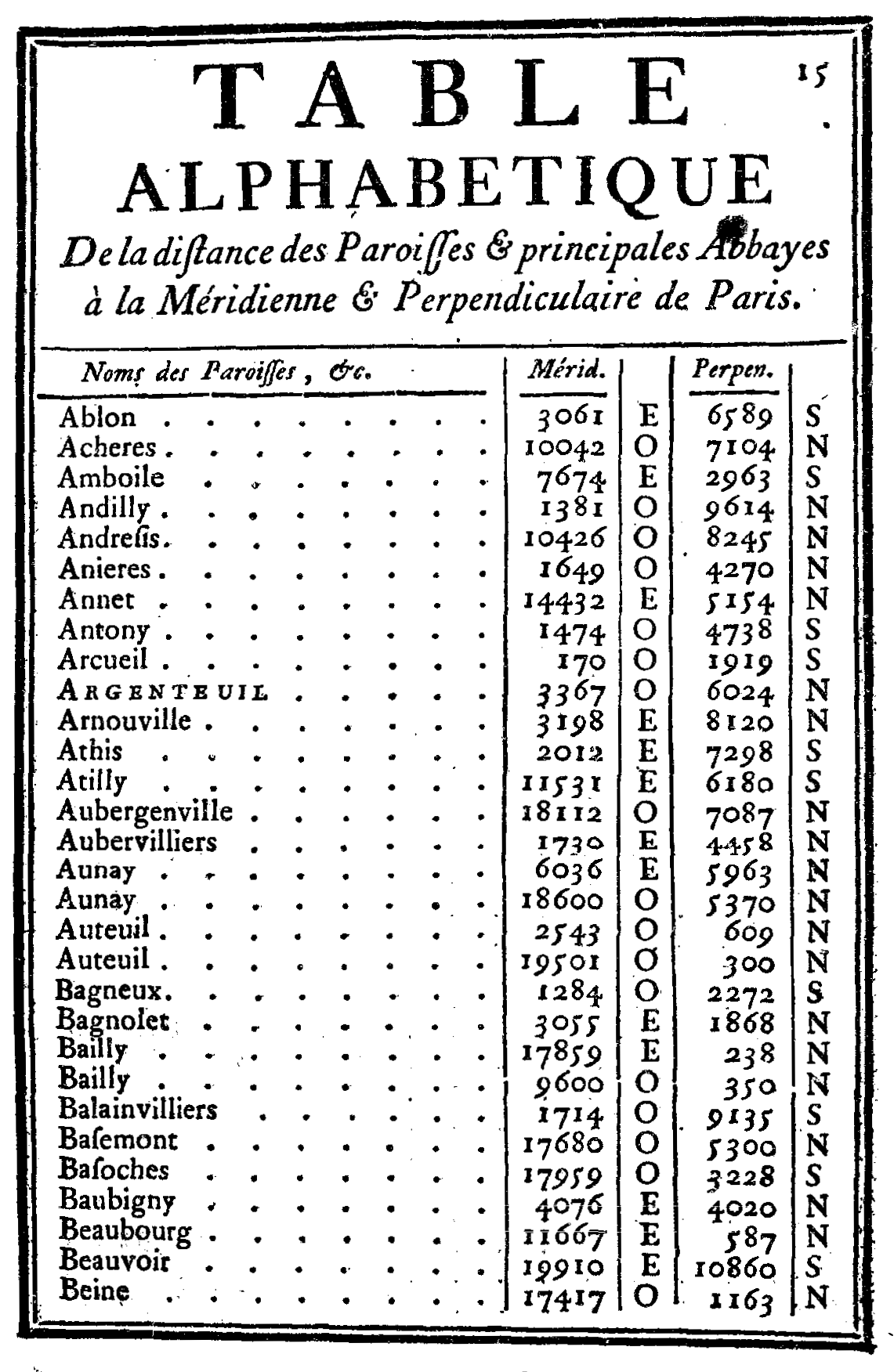
Table des distances par rapport à l'Observatoire ; feuille de Paris, vers 1756.

Les cartes comportent de nombreuses abréviations, aujourd'hui parfois peu explicites. Monique Pelletier, dans son ouvrage, en cite un très grand nombre dans une annexe où elles sont classées par ordre alphabétique.
En complément, pour chaque carte, Cassini de Thury propose pour 20 sols une Table alphabétique de la distance des paroisses et principales abbayes à la Méridienne & Perpendiculaire de Paris. Il donne en plus, dans les premières introductions des feuilles publiées, des exemples de calcul pour déterminer la distance entre deux lieux cités, suivant les méthodes logarithmiques de l'époque . Il donne aussi une table plus simple pour parvenir aux mêmes résultats, sans faire usage des logarithmes.
Dans l'Introduction à la seconde feuille occidentale de la carte de la France, feuille 26 d'Évreux, il indique comment « on trouvera facilement la longitude & la latitude de tous les lieux que la Carte représente. » Il donne une première méthode lorsque la différence de longitude est inférieure à un degré et une seconde dans le cas contraire. Ces deux méthodes supposent la terre sphérique et font appel à la trigonométrie sphérique.
Les tables alphabétiques semblent n'avoir été publiées que pour quarante-neuf tables qui ont été collationnées par la BnF en un Recueil factice des introductions et des tables alphabétiques, publiées par Cassini de Thury pour accompagner chacune des feuilles de sa Carte des pays traversés par la méridienne de l'Observatoire de Paris.

### Galerie

Quelques sélections
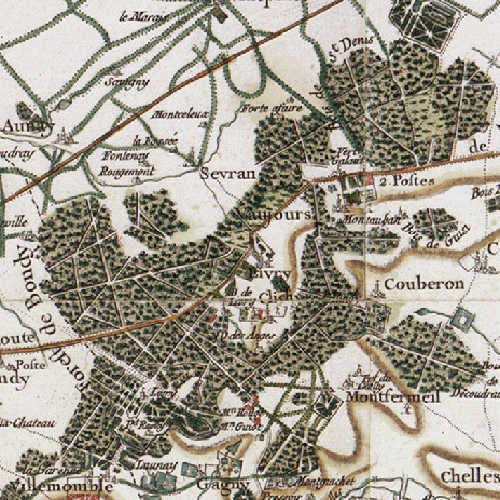
Forêt de Bondy.
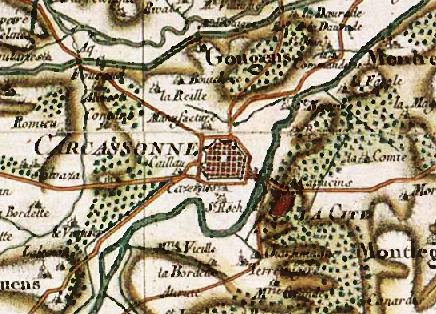
Carcassonne.
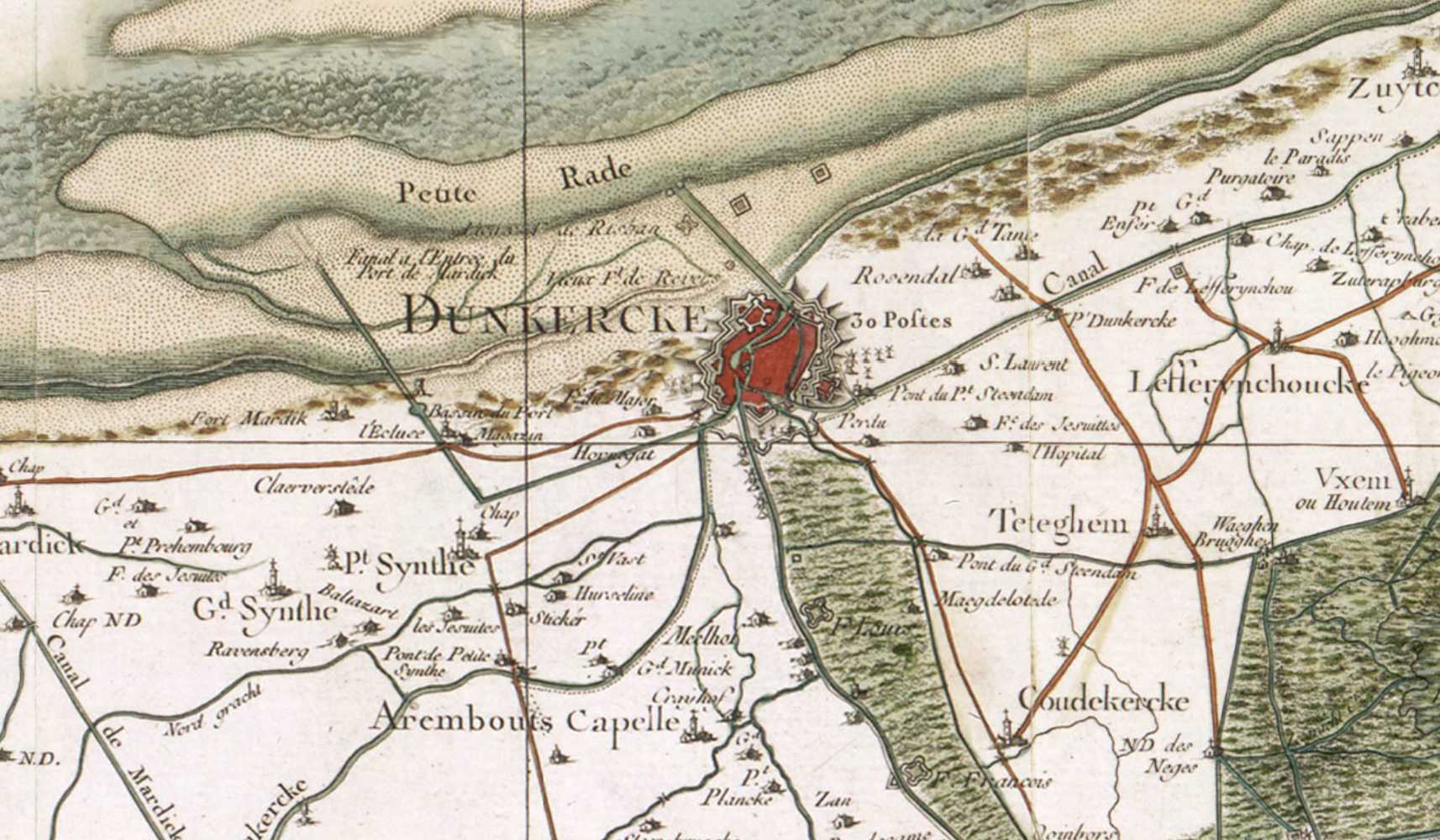
Dunkerque.
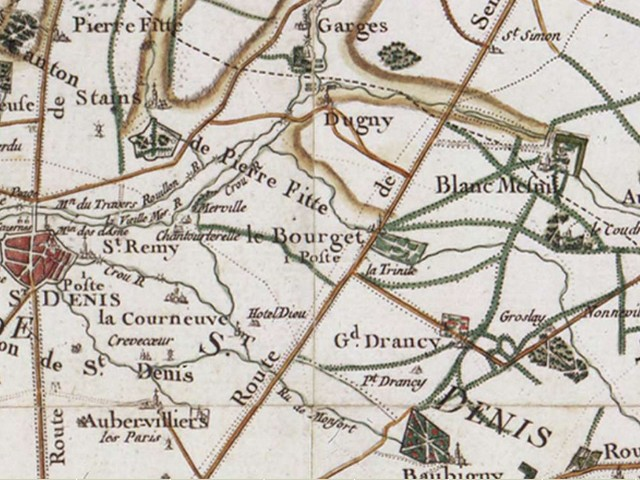
Le Bourget.
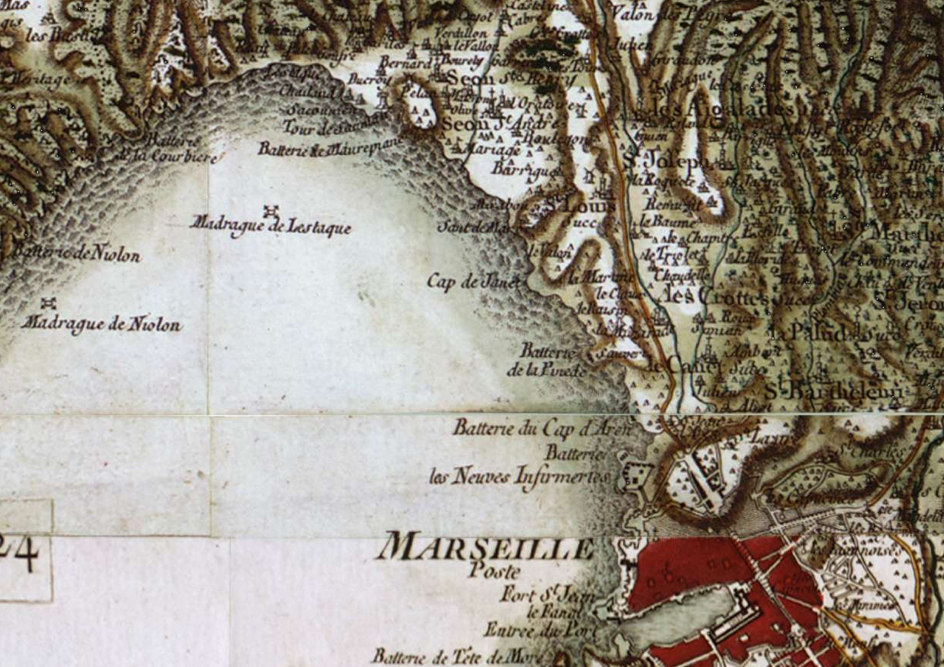
Marseille et l'Estaque.
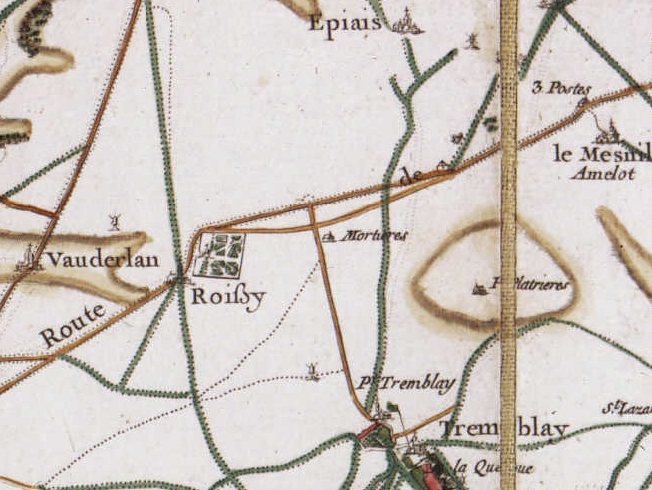
Roissy-en-France.

## Après les Cassini: la carte d'état-major (1817-1866)
En 1808, l'empereur Napoléon Ier décide d'établir une nouvelle carte destinée à remplacer celle des Cassini ; mais par la suite, les ingénieurs géographes du dépôt de la Guerre ont des travaux plus urgents à accomplir : cartes des champs de bataille, travaux topographiques sur les frontières du Nord, cartes topographiques de Jean-Joseph Tranchot de Rhénanie et du Limbourg. 
Il faut attendre la Seconde Restauration (1815) pour que la réalisation de cette carte puisse débuter avec les premiers travaux d'une triangulation appuyée sur la méridienne de Jean-Baptiste Delambre et Pierre Méchain. L'élaboration de cette carte dure de 1817 à 1866, en essayant plusieurs échelles différentes. Les premières feuilles sont publiées en 1833. Il s'agit d'une carte à l'usage des militaires, la carte d'état-major, à l'échelle 1/80 000.
Bien que ces cartes soient beaucoup plus exactes que les cartes de Cassini, celles-ci restent une source pour la cartographie du XIXe siècle. Par exemple, sur la carte de France du service du génie de 1878, les tracés des cours d'eau et les noms des localités reprennent les tracés et les graphies des cartes de Cassini.

## Utilisation contemporaine des cartes de Cassini
Ces cartes, bien que peu précises concernant les données paysagères, apportent - en complément d'autres sources - des informations intéressantes pour :
- la géographie historique ;
- l'étude de la toponymie ;
- l'Inventaire général du patrimoine culturel ;
- l'archéologie récente ;
- l'écologie rétrospective, l'histoire environnementale, dont l'évaluation des forêts anciennes (donnée importante pour la protection ou restauration de la biodiversité[43].

La carte de Cassini a également servi à des études portant sur la qualité de l'eau dans le bassin de la Seine. En effet, les plans d'eau stagnants comme les étangs sont connus pour jouer un rôle de filtre en piégeant notamment l'azote responsable, entre autres, de l'eutrophisation des cours d'eau et des zones côtières. Partant de ce constat, les étangs cartographiés par Cassini dans le bassin de la Seine ont été numérisés et intégrés à un système d'information géographique. Les quelque 2500 étangs ainsi relevés ont ensuite été intégrés à un modèle décrivant la qualité de l'eau au sein du réseau hydrographique,. L'idée était de simuler l'effet d'une réintroduction de ces étangs dans le contexte physique et humain actuels. Finalement, une telle réintroduction permettrait une réduction des flux d'azote de 2 à 20 % selon les endroits du réseau hydrographique.